# 因2019冠状病毒病疫情关闭的中国大陆城市轨道交通车站列表
本条目列出受2019冠状病毒病疫情影响，中国大陆境内采取封锁关闭措施的城市轨道交通车站。自武汉地铁、武汉有轨电车于2020年1月23日停运开始，中国大陆境内城市轨道交通均采取了不同措施应对疫情。武汉、徐州、呼和浩特、温州、淮安、佛山、上海、郑州、石家庄、昆明、珠海等地全部或部分关闭了城市轨道交通系统。

## 北京市
应北京市人民政府相关部门要求，京港地铁于2021年1月20日10时15分先后关闭北京地铁大兴线天宫院站和生物医药基地站。生物医药基地站于封闭当日15时40分重新开放。天宫院站于2月10日恢复运营。
| 轨道交通车站   | 线路     | 暂停运营日期           | 恢复运营日期           |
| -------------- | -------- | ---------------------- | ---------------------- |
| 天宫院站       | █ 大兴线 | 2021年1月20日 10时15分 | 2021年2月10日          |
| 生物医药基地站 | █ 大兴线 | 2021年1月20日 10时15分 | 2021年1月20日 15时40分 |

2022年上半年，受疫情影响，北京关闭了许多轨道交通车站。

## 天津市

### 津蓟铁路
2020年1月22日，津蓟市郊列车所有车次临时停运。2月8日，暂停宝坻站、大口屯站运营。3月1日，津蓟市郊列车恢复运行，但天津北站仍然封闭，由天津站代行始发终到业务。6月22日，天津北站解除封闭措施。
| 轨道交通车站 | 线路         | 暂停运营日期  | 恢复运营日期  |
| ------------ | ------------ | ------------- | ------------- |
| 天津北站     | 津蓟市郊列车 | 2020年1月22日 | 2020年6月22日 |
| 天津站       | 津蓟市郊列车 | 2020年1月22日 | 2020年3月1日  |
| 大口屯站     | 津蓟市郊列车 | 2020年2月8日  | 2020年3月1日  |
| 宝坻站       | 津蓟市郊列车 | 2020年2月8日  | 2020年3月1日  |
| 蓟州北站     | 津蓟市郊列车 | 2020年1月22日 | 2020年3月1日  |

### 天津地铁
2022年1月9日，因疫情防控需要，天津地铁1号线李楼站至东沽路站区间所有车站临时关闭；8号线全线暂停运营。1月11日，1号线双林站关闭。1月15日，6号线梅江道站关闭。1月19日，6号线梅江道站恢复运营。1月27日起，除1号线李楼站，8号线双港站、咸水沽西站仍然暂停运营以外，其他车站恢复运营。当日，因河北区突然出现一例本土新增确诊病例，3号线中山路站关闭。1月29日，6号线民权门站关闭。1月30日，6号线一中心医院站关闭，1号线李楼站、8号线双港站恢复运营。1月31日，6号线北宁公园站关闭，8号线咸水沽西站恢复运营。2月9日，北宁公园站恢复运营。2月12日，中山路站恢复运营。2月14日，一中心医院站恢复运营。2月17日，民权门站恢复运营。
| 轨道交通车站         | 线路    | 暂停运营日期  | 恢复运营日期  |
| -------------------- | ------- | ------------- | ------------- |
| 李楼站               | █ 1号线 | 2022年1月9日  | 2022年1月30日 |
| 高庄子站             | █ 1号线 | 2022年1月9日  | 2022年1月27日 |
| 国家会展中心站       | █ 1号线 | 2022年1月9日  | 2022年1月27日 |
| 国瑞路站             | █ 1号线 | 2022年1月9日  | 2022年1月27日 |
| 东沽路站             | █ 1号线 | 2022年1月9日  | 2022年1月27日 |
| 渌水道站             | █ 8号线 | 2022年1月9日  | 2022年1月27日 |
| 双港站               | █ 8号线 | 2022年1月9日  | 2022年1月30日 |
| 景荷道站             | █ 8号线 | 2022年1月9日  | 2022年1月27日 |
| 景荔道站             | █ 8号线 | 2022年1月9日  | 2022年1月27日 |
| 天津大学北洋园校区站 | █ 8号线 | 2022年1月9日  | 2022年1月27日 |
| 海河教育园区站       | █ 8号线 | 2022年1月9日  | 2022年1月27日 |
| 南开大学津南校区站   | █ 8号线 | 2022年1月9日  | 2022年1月27日 |
| 和慧南路站           | █ 8号线 | 2022年1月9日  | 2022年1月27日 |
| 咸水沽西站           | █ 8号线 | 2022年1月9日  | 2022年1月31日 |
| 双林站               | █ 1号线 | 2022年1月11日 | 2022年1月27日 |
| 梅江道站             | █ 6号线 | 2022年1月15日 | 2022年1月19日 |
| 民权门站             | █ 6号线 | 2022年1月29日 | 2022年2月17日 |
| 一中心医院站         | █ 6号线 | 2022年1月30日 | 2022年2月14日 |
| 北宁公园站           | █ 6号线 | 2022年1月31日 | 2022年2月9日  |
| 中山路站             | █ 3号线 | 2022年1月27日 | 2022年2月12日 |

## 河北省

### 石家庄市
2020年1月29日，石家庄地铁1号线二期临时关闭。3月16日，1号线二期恢复正常运营。2021年1月9日，因石家庄市再度发生本土疫情，石家庄地铁各线路自该日起停止运营。2月19日，石家庄地铁全面恢复运营。
| 轨道交通车站    | 线路            | 暂停运营日期                               | 恢复运营日期                                  |
| --------------- | --------------- | ------------------------------------------ | --------------------------------------------- |
| 西庄站          | █ 1号线         | 2020年1月29日（第一） 2021年1月9日（第二） | 2020年3月16日（第一） 2021年2月19日（第二次） |
| 东庄站          | █ 1号线         | 2020年1月29日（第一） 2021年1月9日（第二） | 2020年3月16日（第一） 2021年2月19日（第二次） |
| 会展中心站      | █ 1号线         | 2020年1月29日（第一） 2021年1月9日（第二） | 2020年3月16日（第一） 2021年2月19日（第二次） |
| 商务中心站      | █ 1号线         | 2020年1月29日（第一） 2021年1月9日（第二） | 2020年3月16日（第一） 2021年2月19日（第二次） |
| 园博园站        | █ 1号线         | 2020年1月29日（第一） 2021年1月9日（第二） | 2020年3月16日（第一） 2021年2月19日（第二次） |
| 福泽站          | █ 1号线         | 2020年1月29日（第一） 2021年1月9日（第二） | 2020年3月16日（第一） 2021年2月19日（第二次） |
| 西王站          | █ 1号线         | 2021年1月9日                               | 2021年2月19日                                 |
| 时光街站        | █ 1号线         | 2021年1月9日                               | 2021年2月19日                                 |
| 长城桥站        | █ 1号线         | 2021年1月9日                               | 2021年2月19日                                 |
| 和平医院站      | █ 1号线         | 2021年1月9日                               | 2021年2月19日                                 |
| 烈士陵园站      | █ 1号线         | 2021年1月9日                               | 2021年2月19日                                 |
| 解放广场站      | █ 1号线         | 2021年1月9日                               | 2021年2月19日                                 |
| 平安大街站      | █ 1号线         | 2021年1月9日                               | 2021年2月19日                                 |
| 博物院站        | █ 1号线         | 2021年1月9日                               | 2021年2月19日                                 |
| 体育场站        | █ 1号线         | 2021年1月9日                               | 2021年2月19日                                 |
| 北宋站          | █ 1号线         | 2021年1月9日                               | 2021年2月19日                                 |
| 谈固站          | █ 1号线         | 2021年1月9日                               | 2021年2月19日                                 |
| 朝晖桥站        | █ 1号线         | 2021年1月9日                               | 2021年2月19日                                 |
| 白佛站          | █ 1号线         | 2021年1月9日                               | 2021年2月19日                                 |
| 留村站          | █ 1号线         | 2021年1月9日                               | 2021年2月19日                                 |
| 火炬广场站      | █ 1号线         | 2021年1月9日                               | 2021年2月19日                                 |
| 石家庄东站      | █ 1号线         | 2021年1月9日                               | 2021年2月19日                                 |
| 南村站          | █ 1号线         | 2021年1月9日                               | 2021年2月19日                                 |
| 洨河大道站      | █ 1号线         | 2021年1月9日                               | 2021年2月19日                                 |
| 柳辛庄站        | █ 2号线         | 2021年1月9日                               | 2021年2月19日                                 |
| 庄窠·铁道大学站 | █ 2号线         | 2021年1月9日                               | 2021年2月19日                                 |
| 义堂站          | █ 2号线         | 2021年1月9日                               | 2021年2月19日                                 |
| 建和桥站        | █ 2号线         | 2021年1月9日                               | 2021年2月19日                                 |
| 长安公园站      | █ 2号线         | 2021年1月9日                               | 2021年2月19日                                 |
| 裕华路站        | █ 2号线         | 2021年1月9日                               | 2021年2月19日                                 |
| 槐中路站        | █ 2号线         | 2021年1月9日                               | 2021年2月19日                                 |
| 欧韵公园站      | █ 2号线         | 2021年1月9日                               | 2021年2月19日                                 |
| 元村站          | █ 2号线         | 2021年1月9日                               | 2021年2月19日                                 |
| 塔坛站          | █ 2号线         | 2021年1月9日                               | 2021年2月19日                                 |
| 仓丰路留村站    | █ 2号线         | 2021年1月9日                               | 2021年2月19日                                 |
| 南位站          | █ 2号线         | 2021年1月9日                               | 2021年2月19日                                 |
| 嘉华路站        | █ 2号线         | 2021年1月9日                               | 2021年2月19日                                 |
| 西三庄站        | █ 3号线         | 2021年1月9日                               | 2021年2月19日                                 |
| 高柱站          | █ 3号线         | 2021年1月9日                               | 2021年2月19日                                 |
| 柏林庄站        | █ 3号线         | 2021年1月9日                               | 2021年2月19日                                 |
| 市庄站          | █ 3号线         | 2021年1月9日                               | 2021年2月19日                                 |
| 市二中站        | █ 3号线         | 2021年1月9日                               | 2021年2月19日                                 |
| 东里站          | █ 3号线         | 2021年1月9日                               | 2021年2月19日                                 |
| 槐安桥站        | █ 3号线         | 2021年1月9日                               | 2021年2月19日                                 |
| 西三教站        | █ 3号线         | 2021年1月9日                               | 2021年2月19日                                 |
| 新百广场站      | █ 1号线 █ 3号线 | 2021年1月9日                               | 2021年2月19日                                 |
| 北国商城站      | █ 1号线 █ 2号线 | 2021年1月9日                               | 2021年2月19日                                 |
| 石家庄站        | █ 2号线 █ 3号线 | 2021年1月9日                               | 2021年2月19日                                 |

## 内蒙古自治区

### 呼和浩特市

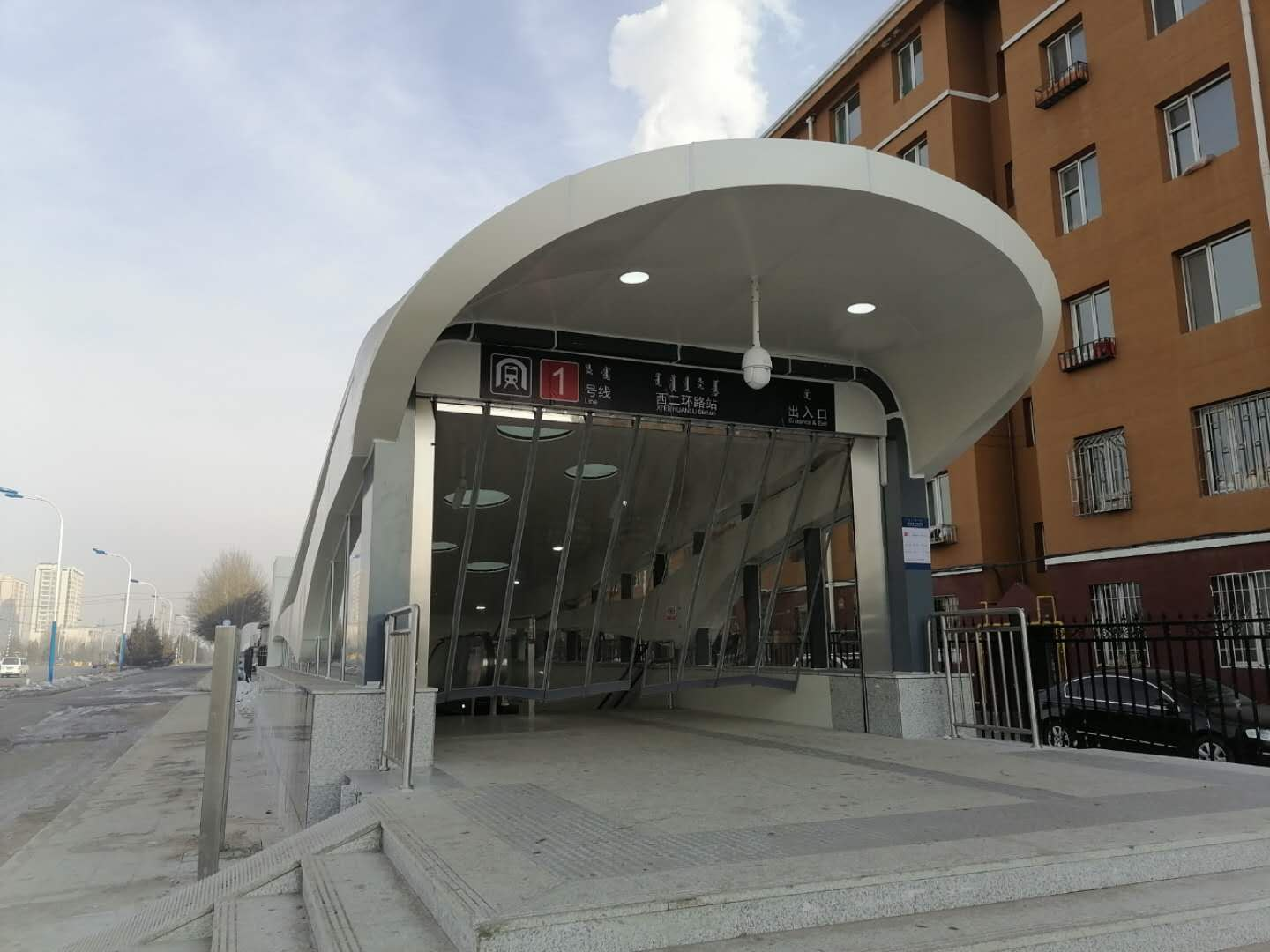
2020年2月9日的西二环路站，该站于2020年1月27日至2020年2月28日期间暂停运营

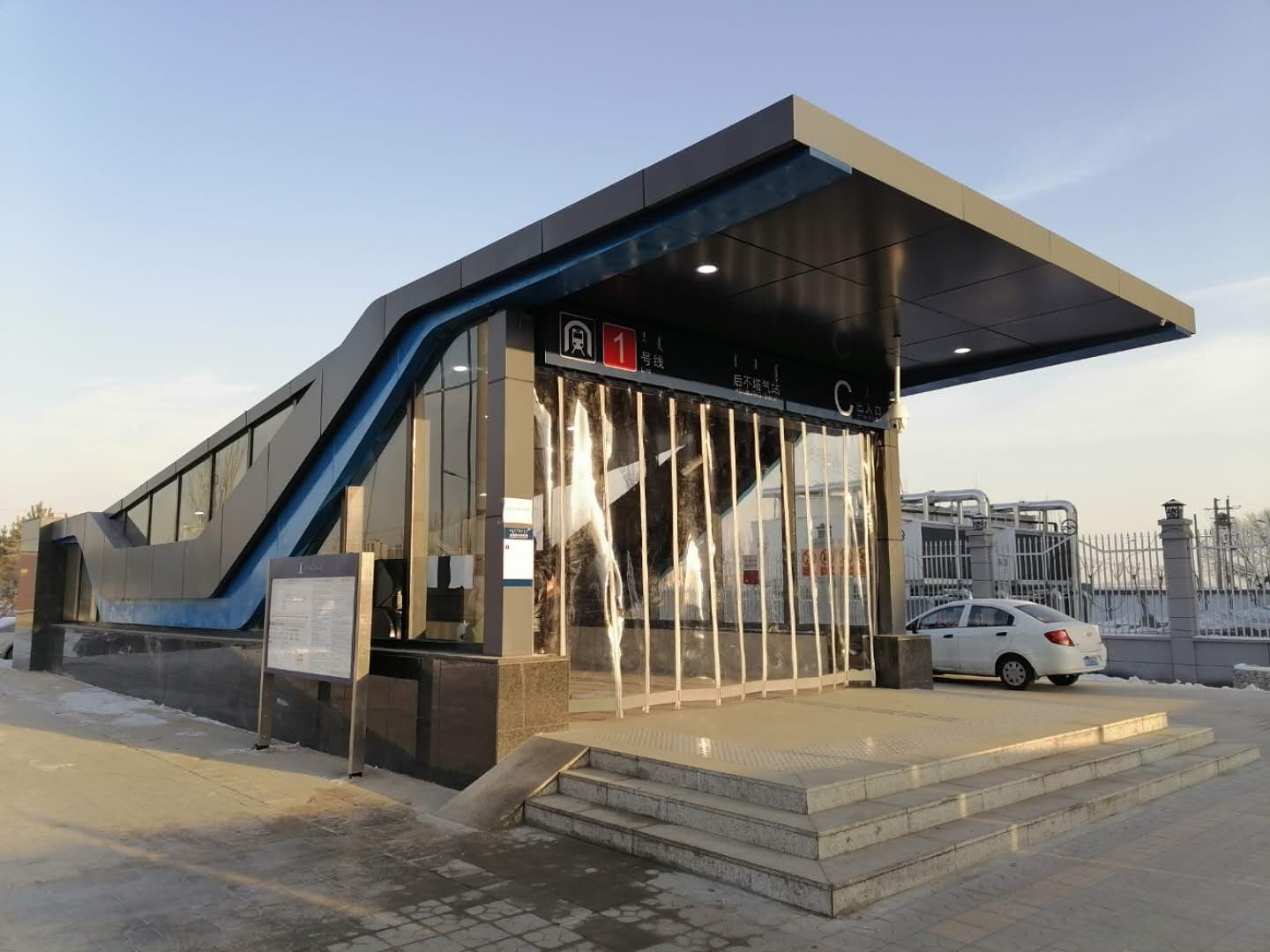
2020年2月9日的后不塔气站，该站于2020年1月27日至2020年2月28日期间暂停运营

2020年1月27日，呼和浩特市新型冠状病毒感染的肺炎疫情防控指挥部发布第1号公告，要求地铁暂时停运。2月28日，根据呼和浩特市新型冠状病毒感染的肺炎疫情防控指挥部的安排部署，地铁于该日恢复运营。
| 轨道交通车站   | 线路    | 暂停运营日期  | 恢复运营日期  |
| -------------- | ------- | ------------- | ------------- |
| 伊利健康谷站   | █ 1号线 | 2020年1月27日 | 2020年2月28日 |
| 西二环路站     | █ 1号线 | 2020年1月27日 | 2020年2月28日 |
| 孔家营站       | █ 1号线 | 2020年1月27日 | 2020年2月28日 |
| 呼钢东路站     | █ 1号线 | 2020年1月27日 | 2020年2月28日 |
| 西龙王庙站     | █ 1号线 | 2020年1月27日 | 2020年2月28日 |
| 乌兰夫纪念馆站 | █ 1号线 | 2020年1月27日 | 2020年2月28日 |
| 附属医院站     | █ 1号线 | 2020年1月27日 | 2020年2月28日 |
| 新华广场站     | █ 1号线 | 2020年1月27日 | 2020年2月28日 |
| 人民会堂站     | █ 1号线 | 2020年1月27日 | 2020年2月28日 |
| 将军衙署站     | █ 1号线 | 2020年1月27日 | 2020年2月28日 |
| 艺术学院站     | █ 1号线 | 2020年1月27日 | 2020年2月28日 |
| 东影路站       | █ 1号线 | 2020年1月27日 | 2020年2月28日 |
| 内蒙古展览馆站 | █ 1号线 | 2020年1月27日 | 2020年2月28日 |
| 内蒙古博物院站 | █ 1号线 | 2020年1月27日 | 2020年2月28日 |
| 市政府站       | █ 1号线 | 2020年1月27日 | 2020年2月28日 |
| 呼和浩特东站   | █ 1号线 | 2020年1月27日 | 2020年2月28日 |
| 后不塔气站     | █ 1号线 | 2020年1月27日 | 2020年2月28日 |
| 什兰岱站       | █ 1号线 | 2020年1月27日 | 2020年2月28日 |
| 白塔站         | █ 1号线 | 2020年1月27日 | 2020年2月28日 |
| 坝堰（机场）站 | █ 1号线 | 2020年1月27日 | 2020年2月28日 |

## 辽宁省

### 沈阳市

#### 沈阳地铁
2021年1月2日，因疫情防控需要，沈阳地铁10号线向工街站、塔湾街站临时关站。1月17日，两站恢复运营。
2022年3月19日及3月20日，由于沈阳多地出现本土新冠肺炎疫情，为配合沈阳市开展的第二轮全员核酸检测工作，沈阳地铁全线网暂停运营两天。而由于大东区全域3月18日晚间起列为疫情防范区，沈阳地铁途经大东区境内的所有车站退出运营服务，列车通过不停车，10号线合作街站至万莲站区间以及1号线东中街站至黎明广场站区间均退出运营服务，10号线在封控区内执行飞站措施，而1号线东端临时终点站改为中街站。3月22日全天以及3月23日12时前，为配合沈阳市第三轮全员核酸检测工作，沈阳地铁全线网再次暂停运营，3月23日12时恢复运营。
而由于沈阳市在2022年3月24日至30日期间在全市范围开展第四轮、第五轮、第六轮全员核酸检测，根据沈阳市人民政府规定，除保障城市运行的交通外，全市地铁、有轨电车、常规公交运营暂停，因此沈阳地铁全线网自3月24日起第三次暂停运营，恢复运营时间另行通知。
| 轨道交通车站 | 线路                             | 暂停运营日期                                                      | 恢复运营日期                                |
| ------------ | -------------------------------- | ----------------------------------------------------------------- | ------------------------------------------- |
| 向工街站     | █ 10号线                         | 2021年1月2日                                                      | 2021年1月17日                               |
| 塔湾街站     | █ 10号线                         | 2021年1月2日                                                      | 2021年1月17日                               |
| 合作街站     | █ 10号线                         | 2022年3月19日                                                     |                                             |
| 东北大马路站 | █ 10号线                         | 2022年3月19日                                                     |                                             |
| 滂江街站     | █ 1号线 █ 10号线                 | 2022年3月19日                                                     |                                             |
| 长安路站     | █ 10号线                         | 2022年3月19日                                                     |                                             |
| 万莲站       | █ 10号线                         | 2022年3月19日                                                     |                                             |
| 东中街站     | █ 1号线                          | 2022年3月19日                                                     |                                             |
| 黎明广场站   | █ 1号线                          | 2022年3月19日                                                     |                                             |
| 全线         | █ 1号线 █ 2号线 █ 9号线 █ 10号线 | 第一次：2022年3月19日 第二次：2022年3月22日 第三次：2022年3月24日 | 第一次：2022年3月21日 第二次：2022年3月23日 |

#### 沈阳有轨电车
2022年3月16日，由于一名沈阳桃仙国际机场工作人员被确诊为新冠病例，桃仙机场关闭；同时由于机场防控要求，浑南有轨电车2号线运营区间临时改为千锦汇酒店站-兴隆大奥莱站，美地庄园站至 桃仙机场站区间停运；3月21日，停运区段随桃仙机场重新开放而恢复运营服务。而3月19日至3月20日，以及3月22日全天至3月23日12时，由于配合沈阳市开展的第二轮及第三轮全员核酸检测工作，浑南有轨电车所有车站及线路（第一次停运不包括机场段暂停运营区段）均停运。3月24日至30日，由于沈阳市《关于做好全市第四轮、第五轮、第六轮全员核酸检测的通告（第34号）》规定，3月24日至30日，除保障城市运行的交通外，全市地铁、有轨电车、常规公交运营暂停，因此浑南有轨电车全线网继续停运。
| 轨道交通车站 | 线路    | 暂停运营日期  | 恢复运营日期  |
| ------------ | ------- | ------------- | ------------- |
| 美地庄园站   | █ 2号线 | 2022年3月16日 | 2022年3月21日 |
| 桃仙站       | █ 2号线 | 2022年3月16日 | 2022年3月21日 |
| 机场宾馆站   | █ 2号线 | 2022年3月16日 | 2022年3月21日 |
| 桃仙机场站   | █ 2号线 | 2022年3月16日 | 2022年3月21日 |

### 大连市
2020年7月22日，因大连市新增1例本土确诊病例，大连地铁3号线大连湾站临时关闭。8月21日，本站恢复运营。2020年12月21日，因当地再度发生本土疫情，地铁3号线九里支线停运，该段线路于2021年1月23日6时起恢复运营。
2022年3月14日起，因金普新区发生本土疫情，13号线三十里堡站、石河黄旗站、普湾体育场站、石河北海站越站不停。2022年3月16日，大连地铁发布补充公告，除此前已停运的13号线四个车站外，十三里站及二十里堡站也改为越站不停。3月18日，3号线主线金马路站至金石滩站，以及3号线支线全线封闭；3月19日，13号线长店堡至普兰店振兴街站也进入停运状态，13号线全线暂停运营。
| 轨道交通车站   | 线路             | 暂停运营日期                                 | 恢复运营日期          |
| -------------- | ---------------- | -------------------------------------------- | --------------------- |
| 大连湾站       | █ 3号线          | 2020年7月22日                                | 2020年8月21日         |
| 金马路站       | █ 3号线          | 2022年3月18日                                |                       |
| 开发区站       | █ 3号线          | 2022年3月18日                                |                       |
| 保税区站       | █ 3号线          | 2022年3月18日                                |                       |
| 双D港站        | █ 3号线          | 2022年3月18日                                |                       |
| 小窑湾站       | █ 3号线          | 2022年3月18日                                |                       |
| 金石滩站       | █ 3号线          | 2022年3月18日                                |                       |
| 通世泰站       | █ 3号线          | 第一次：2020年12月21日 第二次：2022年3月18日 | 第一次：2021年1月23日 |
| 鸿玮澜山站     | █ 3号线          | 第一次：2020年12月21日 第二次：2022年3月18日 | 第一次：2021年1月23日 |
| 东山路站       | █ 3号线          | 第一次：2020年12月21日 第二次：2022年3月18日 | 第一次：2021年1月23日 |
| 和平路站       | █ 3号线          | 第一次：2020年12月21日 第二次：2022年3月18日 | 第一次：2021年1月23日 |
| 十九局站       | █ 3号线          | 第一次：2020年12月21日 第二次：2022年3月18日 | 第一次：2021年1月23日 |
| 九里站         | █ 13号线 █ 3号线 | 第一次：2020年12月21日 第二次：2022年3月18日 | 第一次：2021年1月23日 |
| 三十里堡站     | █ 13号线         | 2022年3月14日                                |                       |
| 石河黄旗站     | █ 13号线         | 2022年3月14日                                |                       |
| 普湾体育场站   | █ 13号线         | 2022年3月14日                                |                       |
| 石河北海站     | █ 13号线         | 2022年3月14日                                |                       |
| 十三里站       | █ 13号线         | 2022年3月16日                                |                       |
| 二十里堡站     | █ 13号线         | 2022年3月16日                                |                       |
| 长店堡站       | █ 13号线         | 2022年3月19日                                |                       |
| 大医三院站     | █ 13号线         | 2022年3月19日                                |                       |
| 海湾高中站     | █ 13号线         | 2022年3月19日                                |                       |
| 普兰店开发区站 | █ 13号线         | 2022年3月19日                                |                       |
| 普兰店振兴街站 | █ 13号线         | 2022年3月19日                                |                       |

## 吉林省

### 长春市
2020年2月2日，长春轨道交通暂停8号线运营服务。2月4日，暂时关闭1、2、3、4号线部分车站。2月6日，1号线、2号线临时停运。2月10日，3号线除芙蓉桥站以外、4号线除伪皇宫站及北亚泰大街站以外的车站恢复正常运营。2月17日，恢复8号线运营。2020年2月19日，恢复1、2号线全线运营。2月20日，长春轨道交通所有线路全部恢复运营。2022年3月11日，因新一波本土疫情，长春市启动三轮全员核酸检测需要，全市轨道交通暂停运营。
| 轨道交通车站   | 线路    | 暂停运营日期                                   | 恢复运营日期            |
| -------------- | ------- | ---------------------------------------------- | ----------------------- |
| 北环城路站     | █ 1号线 | 2020年2月6日（第一次） 2022年3月11日（第二次） | 2020年2月19日（第一次） |
| 庆丰路站       | █ 1号线 | 2020年2月6日（第一次） 2022年3月11日（第二次） | 2020年2月19日（第一次） |
| 长春站北站     | █ 1号线 | 2020年2月6日（第一次） 2022年3月11日（第二次） | 2020年2月19日（第一次） |
| 长春站站       | █ 1号线 | 2020年2月6日（第一次） 2022年3月11日（第二次） | 2020年2月19日（第一次） |
| 人民广场站     | █ 1号线 | 2020年2月6日（第一次） 2022年3月11日（第二次） | 2020年2月19日（第一次） |
| 解放大路站     | █ 1号线 | 2020年2月6日（第一次） 2022年3月11日（第二次） | 2020年2月19日（第一次） |
| 东北师大站     | █ 1号线 | 2020年2月6日（第一次） 2022年3月11日（第二次） | 2020年2月19日（第一次） |
| 卫星广场站     | █ 1号线 | 2020年2月6日（第一次） 2022年3月11日（第二次） | 2020年2月19日（第一次） |
| 市政府站       | █ 1号线 | 2020年2月6日（第一次） 2022年3月11日（第二次） | 2020年2月19日（第一次） |
| 红嘴子站       | █ 1号线 | 2020年2月4日（第一次） 2022年3月11日（第二次） | 2020年2月19日（第一次） |
| 华庆路站       | █ 1号线 | 2020年2月4日（第一次） 2022年3月11日（第二次） | 2020年2月19日（第一次） |
| 繁荣路站       | █ 1号线 | 2020年2月4日（第一次） 2022年3月11日（第二次） | 2020年2月19日（第一次） |
| 工农广场站     | █ 1号线 | 2020年2月4日（第一次） 2022年3月11日（第二次） | 2020年2月19日（第一次） |
| 胜利公园站     | █ 1号线 | 2020年2月4日（第一次） 2022年3月11日（第二次） | 2020年2月19日（第一次） |
| 一匡街站       | █ 1号线 | 2020年2月4日（第一次） 2022年3月11日（第二次） | 2020年2月19日（第一次） |
| 长春西站站     | █ 2号线 | 2020年2月6日（第一次） 2022年3月11日（第二次） | 2020年2月19日（第一次） |
| 西环城路站     | █ 2号线 | 2020年2月6日（第一次） 2022年3月11日（第二次） | 2020年2月19日（第一次） |
| 万福街站       | █ 2号线 | 2020年2月6日（第一次） 2022年3月11日（第二次） | 2020年2月19日（第一次） |
| 景阳广场站     | █ 2号线 | 2020年2月6日（第一次） 2022年3月11日（第二次） | 2020年2月19日（第一次） |
| 文化广场站     | █ 2号线 | 2020年2月6日（第一次） 2022年3月11日（第二次） | 2020年2月19日（第一次） |
| 解放大路站     | █ 2号线 | 2020年2月6日（第一次） 2022年3月11日（第二次） | 2020年2月19日（第一次） |
| 南关站         | █ 2号线 | 2020年2月6日（第一次） 2022年3月11日（第二次） | 2020年2月19日（第一次） |
| 吉林大路站     | █ 2号线 | 2020年2月6日（第一次） 2022年3月11日（第二次） | 2020年2月19日（第一次） |
| 东盛大街站     | █ 2号线 | 2020年2月6日（第一次） 2022年3月11日（第二次） | 2020年2月19日（第一次） |
| 东环城路站     | █ 2号线 | 2020年2月6日（第一次） 2022年3月11日（第二次） | 2020年2月19日（第一次） |
| 东方广场站     | █ 2号线 | 2020年2月6日（第一次） 2022年3月11日（第二次） | 2020年2月19日（第一次） |
| 双丰站         | █ 2号线 | 2020年2月4日（第一次） 2022年3月11日（第二次） | 2020年2月19日（第一次） |
| 兴隆堡站       | █ 2号线 | 2020年2月4日（第一次） 2022年3月11日（第二次） | 2020年2月19日（第一次） |
| 和平大街站     | █ 2号线 | 2020年2月4日（第一次） 2022年3月11日（第二次） | 2020年2月19日（第一次） |
| 解放桥站       | █ 2号线 | 2020年2月4日（第一次） 2022年3月11日（第二次） | 2020年2月19日（第一次） |
| 建设广场站     | █ 2号线 | 2020年2月4日（第一次） 2022年3月11日（第二次） | 2020年2月19日（第一次） |
| 平阳街站       | █ 2号线 | 2020年2月4日（第一次） 2022年3月11日（第二次） | 2020年2月19日（第一次） |
| 长青站         | █ 2号线 | 2020年2月4日（第一次） 2022年3月11日（第二次） | 2020年2月19日（第一次） |
| 辽宁路站       | █ 3号线 | 2020年2月4日                                   | 2020年2月10日           |
| 南昌路站       | █ 3号线 | 2020年2月4日（第一次） 2022年3月11日（第二次） | 2020年2月10日（第一次） |
| 解放桥站       | █ 3号线 | 2020年2月4日（第一次） 2022年3月11日（第二次） | 2020年2月10日（第一次） |
| 前进西站       | █ 3号线 | 2020年2月4日（第一次） 2022年3月11日（第二次） | 2020年2月10日（第一次） |
| 卫明街站       | █ 3号线 | 2020年2月4日（第一次） 2022年3月11日（第二次） | 2020年2月10日（第一次） |
| 亚泰立交桥站   | █ 3号线 | 2020年2月4日（第一次） 2022年3月11日（第二次） | 2020年2月10日（第一次） |
| 伊通河站       | █ 3号线 | 2020年2月4日（第一次） 2022年3月11日（第二次） | 2020年2月10日（第一次） |
| 会展中心站     | █ 3号线 | 2020年2月4日（第一次） 2022年3月11日（第二次） | 2020年2月10日（第一次） |
| 金鑫街站       | █ 3号线 | 2020年2月4日（第一次） 2022年3月11日（第二次） | 2020年2月10日（第一次） |
| 金河街站       | █ 3号线 | 2020年2月4日（第一次） 2022年3月11日（第二次） | 2020年2月10日（第一次） |
| 农博园站       | █ 3号线 | 2020年2月4日（第一次） 2022年3月11日（第二次） | 2020年2月10日（第一次） |
| 紫杉路站       | █ 3号线 | 2020年2月4日（第一次） 2022年3月11日（第二次） | 2020年2月10日（第一次） |
| 宝相街站       | █ 3号线 | 2020年2月4日（第一次） 2022年3月11日（第二次） | 2020年2月10日（第一次） |
| 滑雪场站       | █ 3号线 | 2020年2月4日（第一次） 2022年3月11日（第二次） | 2020年2月10日（第一次） |
| 北亚泰大街站   | █ 4号线 | 2020年2月4日（第一次） 2022年3月11日（第二次） | 2020年2月20日（第一次） |
| 伪满皇宫站     | █ 4号线 | 2020年2月4日（第一次） 2022年3月11日（第二次） | 2020年2月20日（第一次） |
| 公平路站       | █ 4号线 | 2020年2月4日（第一次） 2022年3月11日（第二次） | 2020年2月10日（第一次） |
| 浦东路站       | █ 4号线 | 2020年2月4日（第一次） 2022年3月11日（第二次） | 2020年2月10日（第一次） |
| 北海路站       | █ 4号线 | 2020年2月4日（第一次） 2022年3月11日（第二次） | 2020年2月10日（第一次） |
| 世荣路站       | █ 4号线 | 2020年2月4日（第一次） 2022年3月11日（第二次） | 2020年2月10日（第一次） |
| 宜盛街站       | █ 4号线 | 2020年2月4日（第一次） 2022年3月11日（第二次） | 2020年2月10日（第一次） |
| 北环城路站     | █ 8号线 | 2020年2月2日（第一次） 2022年3月11日（第二次） | 2020年2月17日（第一次） |
| 一二三中学站   | █ 8号线 | 2020年2月2日（第一次） 2022年3月11日（第二次） | 2020年2月17日（第一次） |
| 小南站         | █ 8号线 | 2020年2月2日（第一次） 2022年3月11日（第二次） | 2020年2月17日（第一次） |
| 小城子街站     | █ 8号线 | 2020年2月2日（第一次） 2022年3月11日（第二次） | 2020年2月17日（第一次） |
| 北湖大桥站     | █ 8号线 | 2020年2月2日（第一次） 2022年3月11日（第二次） | 2020年2月17日（第一次） |
| 北湖公园站     | █ 8号线 | 2020年2月2日（第一次） 2022年3月11日（第二次） | 2020年2月17日（第一次） |
| 和安街站       | █ 8号线 | 2020年2月2日（第一次） 2022年3月11日（第二次） | 2020年2月17日（第一次） |
| 光机路站       | █ 8号线 | 2020年2月2日（第一次） 2022年3月11日（第二次） | 2020年2月17日（第一次） |
| 大学城路站     | █ 8号线 | 2020年2月2日（第一次） 2022年3月11日（第二次） | 2020年2月17日（第一次） |
| 地理所站       | █ 8号线 | 2020年2月2日（第一次） 2022年3月11日（第二次） | 2020年2月17日（第一次） |
| 奥林匹克公园站 | █ 8号线 | 2020年2月2日（第一次） 2022年3月11日（第二次） | 2020年2月17日（第一次） |
| 广通路站       | █ 8号线 | 2020年2月2日（第一次） 2022年3月11日（第二次） | 2020年2月17日（第一次） |
| 伪满皇宫站     | █ 3号线 | 2022年3月11日                                  |                         |
| 东广场站       | █ 3号线 | 2022年3月11日                                  |                         |
| 长春站站       | █ 3号线 | 2022年3月11日                                  |                         |
| 朝阳桥站       | █ 3号线 | 2022年3月11日                                  |                         |
| 湖西桥站       | █ 3号线 | 2022年3月11日                                  |                         |
| 宽平桥站       | █ 3号线 | 2022年3月11日                                  |                         |
| 抚松路站       | █ 3号线 | 2022年3月11日                                  |                         |
| 孟家屯站       | █ 3号线 | 2022年3月11日                                  |                         |
| 湖光路站       | █ 3号线 | 2022年3月11日                                  |                         |
| 电台街站       | █ 3号线 | 2022年3月11日                                  |                         |
| 前进大街站     | █ 3号线 | 2022年3月11日                                  |                         |
| 卫光街站       | █ 3号线 | 2022年3月11日                                  |                         |
| 卫星广场站     | █ 3号线 | 2022年3月11日                                  |                         |
| 职业学院站     | █ 3号线 | 2022年3月11日                                  |                         |
| 吉林广电站     | █ 3号线 | 2022年3月11日                                  |                         |
| 世纪广场站     | █ 3号线 | 2022年3月11日                                  |                         |
| 博硕路站       | █ 3号线 | 2022年3月11日                                  |                         |
| 净月潭公园站   | █ 3号线 | 2022年3月11日                                  |                         |
| 长影世纪城站   | █ 3号线 | 2022年3月11日                                  |                         |
| 长春站北站     | █ 4号线 | 2022年3月11日                                  |                         |
| 东大桥站       | █ 4号线 | 2022年3月11日                                  |                         |
| 吉林大路站     | █ 4号线 | 2022年3月11日                                  |                         |
| 海口路站       | █ 4号线 | 2022年3月11日                                  |                         |
| 威海路站       | █ 4号线 | 2022年3月11日                                  |                         |
| 职业学院站     | █ 4号线 | 2022年3月11日                                  |                         |
| 南环城路站     | █ 4号线 | 2022年3月11日                                  |                         |
| 天工路站       | █ 4号线 | 2022年3月11日                                  |                         |

## 黑龙江省

### 哈尔滨市
2020年2月20日，按照哈尔滨市新型冠状病毒感染的肺炎疫情防控指挥部发布的《哈尔滨市应对新型冠状病毒感染肺炎疫情工作指挥部第17号公告》，哈尔滨地铁于该日开始停运1号线哈尔滨南站（不含）至新疆大街站区间。3月3日起，该区间恢复运营。2021年1月31日，因和兴路街道已划为疫情中风险地区，位于该街道内的1号线和兴路站、学府路站而自2月1日起关闭，2月12日起，上述车站恢复运营。2021年10月31日，哈尔滨南站（不含）至新疆大街站区间再次暂停运营。11月18日，上述区间恢复运营。
| 轨道交通车站 | 线路    | 暂停运营日期                                     | 恢复运营日期                                    |
| ------------ | ------- | ------------------------------------------------ | ----------------------------------------------- |
| 同江路站     | █ 1号线 | 2020年2月20日（第一次） 2021年10月31日（第二次） | 2020年3月3日（第一次） 2021年11月18日（第二次） |
| 瓦盆窑站     | █ 1号线 | 2020年2月20日（第一次） 2021年10月31日（第二次） | 2020年3月3日（第一次） 2021年11月18日（第二次） |
| 镜泊路站     | █ 1号线 | 2020年2月20日（第一次） 2021年10月31日（第二次） | 2020年3月3日（第一次） 2021年11月18日（第二次） |
| 渤海路站     | █ 1号线 | 2020年2月20日（第一次） 2021年10月31日（第二次） | 2020年3月3日（第一次） 2021年11月18日（第二次） |
| 新疆大街站   | █ 1号线 | 2020年2月20日（第一次） 2021年10月31日（第二次） | 2020年3月3日（第一次） 2021年11月18日（第二次） |
| 和兴路站     | █ 1号线 | 2021年2月1日                                     | 2021年2月12日                                   |
| 学府路站     | █ 1号线 | 2021年2月1日                                     | 2021年2月12日                                   |

## 上海市
2021年10月31日晚，为配合上海迪士尼乐园开展2019冠状病毒病疫情排查，上海地铁11号线迪士尼站临时封站至运营结束。11月1日，该站恢复运营。2022年3月23日起，因疫情防控需要，暂停13号线金运路站、金沙江西路站和14号线封浜站、乐秀路站、临洮路站、嘉怡路站运营服务。3月28日5时起，因上海在全市范围内开展新一轮切块式、网格化核酸筛查，第一批筛查区域为浦东新区、奉贤区、金山区、崇明区、闵行区浦锦街道、浦江镇、松江区新浜镇、石湖荡镇、泖港镇、叶榭镇，4月1日5时解封；4月1日3时起，浦西地区為第二批區域实施封控並开展核酸筛查，4月5日3时解封。根据上海市防控办要求，封控区域内，公交、地铁、轮渡、出租汽车、网约车暂停运行，故上海地铁自3月28日起至3月31日暂停2号线陆家嘴站至浦东国际机场站、4号线浦东大道站至塘桥站、5号线西渡站至奉贤新城站、6号线全线、7号线后滩站至花木路站、8号线中华艺术宫站至沈杜公路站、9号线商城路站至曹路站、10号线双江路站至基隆路站、11号线东方体育中心站至迪士尼站、12号线东陆路站至金海路站、13号线世博大道站至张江路站、14号线陆家嘴站至桂桥路站、16号线全线、18号线昌邑路站至航头站、磁浮线全线和浦江线全线所有车站运营。4月1日至4月4日，因浦西地区為第二批區域实施封控並开展核酸筛查，上海地铁位于浦西地区的所有车站暂停运营，浦东、浦南地区部分车站暂停运营，停运范围包括1号线全线、2号线徐泾东站至南京东路站、3号线全线、4号线全线、5号线全线、7号线全线、8号线全线、9号线松江南站站至小南门站、10号线全线、11号线全线、12号线全线、13号线金运路站至世博会博物馆站、14号线封浜站至豫园站、15号线全线、17号线全线、18号线丹阳路站至长江南路站。本次运营安排调整后，全程在浦东区域的6、16号线和磁浮、浦江线恢复运营。4月1日晚，上海地铁再次调整运营安排，4月2日至4日，除6号线、16号线在7：00——20：00缩时运营外，其他线路暂停运营。4月4日晚，上海地铁再次发布通告，因疫情防控工作需要调整的运营安排自4月5日起维持不变，直至另有通知。
| 轨道交通车站    | 线路     | 暂停运营日期   | 恢复运营日期   |
| --------------- | -------- | -------------- | -------------- |
| 国家会展中心站  | █ 2号线  | 2022年4月1日   | 2022年7月4日   |
| 虹桥火车站站    | █ 2号线  | 2022年4月1日   | 2022年7月4日   |
| 虹桥2号航站楼站 | █ 2号线  | 2022年4月1日   | 2022年7月4日   |
| 淞发路站        | █ 3号线  | 2022年11月30日 | 2022年12月1日  |
| 五莲路站        | █ 6号线  | 2022年4月10日  | 2022年5月22日  |
| 德平路站        | █ 6号线  | 2022年4月15日  | 2022年5月22日  |
| 北洋泾路站      | █ 6号线  | 2022年4月21日  | 2022年5月22日  |
| 迪士尼站        | █ 11号线 | 2021年10月31日 | 2021年11月1日  |
| 上海赛车场站    | █ 11号线 | 2022年4月1日   | 2022年12月12日 |
| 金运路站        | █ 13号线 | 2022年3月23日  | 2022年6月1日   |
| 金沙江西路站    | █ 13号线 | 2022年3月23日  | 2022年6月1日   |
| 封浜站          | █ 14号线 | 2022年3月23日  | 2022年6月1日   |
| 乐秀路站        | █ 14号线 | 2022年3月23日  | 2022年6月1日   |
| 临洮路站        | █ 14号线 | 2022年3月23日  | 2022年6月1日   |
| 嘉怡路站        | █ 14号线 | 2022年3月23日  | 2022年6月1日   |
| 惠南站          | █ 16号线 | 2022年5月9日   | 2022年5月22日  |
| 惠南东站        | █ 16号线 | 2022年5月9日   | 2022年5月22日  |

## 江苏省

### 南京市

#### 南京地铁
2020年2月1日，南京地铁暂停运营S3号线（宁和线）高家冲站至马骡圩站区间以及S8号线（宁天线）沈桥站至金牛湖站区间。2月5日，S9号线（宁高线）团结圩站关站。2020年2月22日，上述车站恢复运营。2021年7月21日，因南京市出现本土疫情，南京市新型冠状病毒肺炎疫情防控工作指挥部发布《关于加强交通运输疫情防控的通告》，要求S1号线（机场线）全线暂停运营，S7号线（宁溧线）、S9号线翔宇路南站、空港新城江宁站、铜山站实行封闭、跳站运营。7月24日，S7、S9号线全线暂停运营。8月3日起，1号线、3号线、S8号线部分区段暂停运营。8月19日，南京市交通运输局副局长郑春发在新闻发布会上介绍，1号线、3号线自8月20日起恢复全线运行，S1、S7、S9号线自8月26日起恢复运行。9月10日起，S8号线恢复全线运营，全路网恢复正常运行。2022年3月16日，因江宁区再度出现本土病例，南京地铁位于江宁区境内的车站和路线再度暂停运营。3月17日，南京地铁S6号线全线暂停运营。3月30日起，S1号线、S7号线、S9号线恢复运营，1号线、3号线、S8号线恢复全线运营，S6号线继续停运。
| 轨道交通车站          | 线路              | 暂停运营日期                                                           | 恢复运营日期                                                            |
| --------------------- | ----------------- | ---------------------------------------------------------------------- | ----------------------------------------------------------------------- |
| 马骡圩站              | █ S3号线          | 2020年2月1日                                                           | 2020年2月22日                                                           |
| 兰花塘站              | █ S3号线          | 2020年2月1日                                                           | 2020年2月22日                                                           |
| 双垅站                | █ S3号线          | 2020年2月1日                                                           | 2020年2月22日                                                           |
| 石碛河站              | █ S3号线          | 2020年2月1日                                                           | 2020年2月22日                                                           |
| 桥林新城站            | █ S3号线          | 2020年2月1日                                                           | 2020年2月22日                                                           |
| 林山站                | █ S3号线          | 2020年2月1日                                                           | 2020年2月22日                                                           |
| 高家冲站              | █ S3号线          | 2020年2月1日                                                           | 2020年2月22日                                                           |
| 沈桥站                | █ S8号线          | 2020年2月1日（第一次） 2021年8月3日（第二次） 2022年3月16日（第三次）  | 2020年2月22日（第一次） 2021年9月10日（第二次） 2022年3月30日（第三次） |
| 八百桥站              | █ S8号线          | 2020年2月1日（第一次） 2021年8月3日（第二次） 2022年3月16日（第三次）  | 2020年2月22日（第一次） 2021年9月10日（第二次） 2022年3月30日（第三次） |
| 金牛湖站              | █ S8号线          | 2020年2月1日（第一次） 2021年8月3日（第二次） 2022年3月16日（第三次）  | 2020年2月22日（第一次） 2021年9月10日（第二次） 2022年3月30日（第三次） |
| 团结圩站              | █ S9号线          | 2020年2月5日（第一次） 2021年7月24日（第二次） 2022年3月16日（第三次） | 2020年2月22日（第一次） 2021年8月26日（第二次） 2022年3月30日（第三次） |
| 南京南站              | █ S1号线          | 2021年7月21日（第一次） 2022年3月16日（第二次）                        | 2021年8月26日（第一次） 2022年3月30日（第二次）                         |
| 翠屏山站              | █ S1号线          | 2021年7月21日（第一次） 2022年3月16日（第二次）                        | 2021年8月26日（第一次） 2022年3月30日（第二次）                         |
| 河海大学·佛城西路站   | █ S1号线          | 2021年7月21日（第一次） 2022年3月16日（第二次）                        | 2021年8月26日（第一次） 2022年3月30日（第二次）                         |
| 吉印大道站            | █ S1号线          | 2021年7月21日（第一次） 2022年3月16日（第二次）                        | 2021年8月26日（第一次） 2022年3月30日（第二次）                         |
| 正方中路站            | █ S1号线          | 2021年7月21日（第一次） 2022年3月16日（第二次）                        | 2021年8月26日（第一次） 2022年3月30日（第二次）                         |
| 翔宇路北站            | █ S1号线          | 2021年7月21日（第一次） 2022年3月16日（第二次）                        | 2021年8月26日（第一次） 2022年3月30日（第二次）                         |
| 禄口机场站            | █ S1号线          | 2021年7月21日（第一次） 2022年3月16日（第二次）                        | 2021年8月26日（第一次） 2022年3月30日（第二次）                         |
| 铜山站                | █ S9号线          | 2021年7月21日（第一次） 2022年3月16日（第二次）                        | 2021年8月26日（第一次） 2022年3月30日（第二次）                         |
| 翔宇路南站            | █ S1号线 █ S9号线 | 2021年7月21日（第一次） 2022年3月16日（第二次）                        | 2021年8月26日（第一次） 2022年3月30日（第二次）                         |
| 空港新城江宁站        | █ S1号线 █ S7号线 | 2021年7月21日（第一次） 2022年3月16日（第二次）                        | 2021年8月26日（第一次） 2022年3月30日（第二次）                         |
| 柘塘站                | █ S7号线          | 2021年7月24日（第一次） 2022年3月16日（第二次）                        | 2021年8月26日（第一次） 2022年3月30日（第二次）                         |
| 空港新城溧水站        | █ S7号线          | 2021年7月24日（第一次） 2022年3月16日（第二次）                        | 2021年8月26日（第一次） 2022年3月30日（第二次）                         |
| 群力站                | █ S7号线          | 2021年7月24日（第一次） 2022年3月16日（第二次）                        | 2021年8月26日（第一次） 2022年3月30日（第二次）                         |
| 卧龙湖站              | █ S7号线          | 2021年7月24日（第一次） 2022年3月16日（第二次）                        | 2021年8月26日（第一次） 2022年3月30日（第二次）                         |
| 溧水站                | █ S7号线          | 2021年7月24日（第一次） 2022年3月16日（第二次）                        | 2021年8月26日（第一次） 2022年3月30日（第二次）                         |
| 中山湖站              | █ S7号线          | 2021年7月24日（第一次） 2022年3月16日（第二次）                        | 2021年8月26日（第一次） 2022年3月30日（第二次）                         |
| 幸庄站                | █ S7号线          | 2021年7月24日（第一次） 2022年3月16日（第二次）                        | 2021年8月26日（第一次） 2022年3月30日（第二次）                         |
| 无想山站              | █ S7号线          | 2021年7月24日（第一次） 2022年3月16日（第二次）                        | 2021年8月26日（第一次） 2022年3月30日（第二次）                         |
| 石湫站                | █ S9号线          | 2021年7月24日（第一次） 2022年3月16日（第二次）                        | 2021年8月26日（第一次） 2022年3月30日（第二次）                         |
| 明觉站                | █ S9号线          | 2021年7月24日（第一次） 2022年3月16日（第二次）                        | 2021年8月26日（第一次） 2022年3月30日（第二次）                         |
| 高淳站                | █ S9号线          | 2021年7月24日（第一次） 2022年3月16日（第二次）                        | 2021年8月26日（第一次） 2022年3月30日（第二次）                         |
| 双龙大道站            | █ 1号线           | 2021年8月3日（第一次） 2022年3月16日（第二次）                         | 2021年8月20日（第一次） 2022年3月30日（第二次）                         |
| 河定桥站              | █ 1号线           | 2021年8月3日（第一次） 2022年3月16日（第二次）                         | 2021年8月20日（第一次） 2022年3月30日（第二次）                         |
| 胜太路站              | █ 1号线           | 2021年8月3日（第一次） 2022年3月16日（第二次）                         | 2021年8月20日（第一次） 2022年3月30日（第二次）                         |
| 百家湖站              | █ 1号线           | 2021年8月3日（第一次） 2022年3月16日（第二次）                         | 2021年8月20日（第一次） 2022年3月30日（第二次）                         |
| 小龙湾站              | █ 1号线           | 2021年8月3日（第一次） 2022年3月16日（第二次）                         | 2021年8月20日（第一次） 2022年3月30日（第二次）                         |
| 竹山路站              | █ 1号线           | 2021年8月3日（第一次） 2022年3月16日（第二次）                         | 2021年8月20日（第一次） 2022年3月30日（第二次）                         |
| 天印大道站            | █ 1号线           | 2021年8月3日（第一次） 2022年3月16日（第二次）                         | 2021年8月20日（第一次） 2022年3月30日（第二次）                         |
| 龙眠大道站            | █ 1号线           | 2021年8月3日（第一次） 2022年3月16日（第二次）                         | 2021年8月20日（第一次） 2022年3月30日（第二次）                         |
| 南医大·江苏经贸学院站 | █ 1号线           | 2021年8月3日（第一次） 2022年3月16日（第二次）                         | 2021年8月20日（第一次） 2022年3月30日（第二次）                         |
| 南京交院站            | █ 1号线           | 2021年8月3日（第一次） 2022年3月16日（第二次）                         | 2021年8月20日（第一次） 2022年3月30日（第二次）                         |
| 中国药科大学站        | █ 1号线           | 2021年8月3日（第一次） 2022年3月16日（第二次）                         | 2021年8月20日（第一次） 2022年3月30日（第二次）                         |
| 宏运大道站            | █ 3号线           | 2021年8月3日（第一次） 2022年3月16日（第二次）                         | 2021年8月20日（第一次） 2022年3月30日（第二次）                         |
| 胜太西路站            | █ 3号线           | 2021年8月3日（第一次） 2022年3月16日（第二次）                         | 2021年8月20日（第一次） 2022年3月30日（第二次）                         |
| 天元西路站            | █ 3号线           | 2021年8月3日（第一次） 2022年3月16日（第二次）                         | 2021年8月20日（第一次） 2022年3月30日（第二次）                         |
| 九龙湖站              | █ 3号线           | 2021年8月3日（第一次） 2022年3月16日（第二次）                         | 2021年8月20日（第一次） 2022年3月30日（第二次）                         |
| 诚信大道站            | █ 3号线           | 2021年8月3日（第一次） 2022年3月16日（第二次）                         | 2021年8月20日（第一次） 2022年3月30日（第二次）                         |
| 东大九龙湖校区站      | █ 3号线           | 2021年8月3日（第一次） 2022年3月16日（第二次）                         | 2021年8月20日（第一次） 2022年3月30日（第二次）                         |
| 秣周东路站            | █ 3号线           | 2021年8月3日（第一次） 2022年3月16日（第二次）                         | 2021年8月20日（第一次） 2022年3月30日（第二次）                         |
| 马群站                | █ S6号线          | 2022年3月17日                                                          | 2022年5月10日                                                           |
| 百水桥站              | █ S6号线          | 2022年3月17日                                                          | 2022年5月10日                                                           |
| 麒麟门站              | █ S6号线          | 2022年3月17日                                                          | 2022年5月10日                                                           |
| 东郊小镇站            | █ S6号线          | 2022年3月17日                                                          | 2022年5月10日                                                           |
| 古泉站                | █ S6号线          | 2022年3月17日                                                          | 2022年5月10日                                                           |
| 南京猿人洞站          | █ S6号线          | 2022年3月17日                                                          | 2022年5月10日                                                           |
| 汤山站                | █ S6号线          | 2022年3月17日                                                          | 2022年5月10日                                                           |
| 泉都大街站            | █ S6号线          | 2022年3月17日                                                          | 2022年5月10日                                                           |

#### 南京有轨电车
2020年2月9日，南京河西有轨电车停运。3月2日，全线恢复运营。
| 轨道交通车站   | 线路         | 暂停运营日期 | 恢复运营日期 |
| -------------- | ------------ | ------------ | ------------ |
| 秦新路站       | 河西有轨电车 | 2020年2月9日 | 2020年3月2日 |
| 保双街东站     | 河西有轨电车 | 2020年2月9日 | 2020年3月2日 |
| 保双街站       | 河西有轨电车 | 2020年2月9日 | 2020年3月2日 |
| 天保街站       | 河西有轨电车 | 2020年2月9日 | 2020年3月2日 |
| 龙王大街站     | 河西有轨电车 | 2020年2月9日 | 2020年3月2日 |
| 吴侯街站       | 河西有轨电车 | 2020年2月9日 | 2020年3月2日 |
| 平良大街站     | 河西有轨电车 | 2020年2月9日 | 2020年3月2日 |
| 友谊街站       | 河西有轨电车 | 2020年2月9日 | 2020年3月2日 |
| 江山大街站     | 河西有轨电车 | 2020年2月9日 | 2020年3月2日 |
| 博览中心东门站 | 河西有轨电车 | 2020年2月9日 | 2020年3月2日 |
| 元通站         | 河西有轨电车 | 2020年2月9日 | 2020年3月2日 |
| 富春江西街站   | 河西有轨电车 | 2020年2月9日 | 2020年3月2日 |
| 奥体中心东门站 | 河西有轨电车 | 2020年2月9日 | 2020年3月2日 |

### 镇江市

#### 南京地铁
| 轨道交通车站 | 线路     | 暂停运营日期  | 恢复运营日期  |
| ------------ | -------- | ------------- | ------------- |
| 黄梅站       | █ S6号线 | 2022年3月17日 | 2022年5月10日 |
| 童世界站     | █ S6号线 | 2022年3月17日 | 2022年5月10日 |
| 华阳站       | █ S6号线 | 2022年3月17日 | 2022年5月10日 |
| 崇明站       | █ S6号线 | 2022年3月17日 | 2022年5月10日 |
| 句容站       | █ S6号线 | 2022年3月17日 | 2022年5月10日 |

### 苏州市

#### 上海地铁
2020年1月26日，上海市交通管理部门暂停上海地铁11号线花桥段运营服务。3月24日，11号线花桥段运营服务恢复。2022年2月14日，因苏州市发生本土疫情，11号线花桥段再次暂停运营。
| 轨道交通车站 | 线路     | 暂停运营日期                                    | 恢复运营日期                                   |
| ------------ | -------- | ----------------------------------------------- | ---------------------------------------------- |
| 兆丰路站     | █ 11号线 | 2020年1月26日（第一次） 2022年2月14日（第二次） | 2020年3月24日（第一次） 2022年7月4日（第二次） |
| 光明路站     | █ 11号线 | 2020年1月26日（第一次） 2022年2月14日（第二次） | 2020年3月24日（第一次） 2022年7月4日（第二次） |
| 花桥站       | █ 11号线 | 2020年1月26日（第一次） 2022年2月14日（第二次） | 2020年3月24日（第一次） 2022年7月4日（第二次） |

### 无锡市
2022年3月31日，无锡市发布通告，鉴于当地发现5人核酸检测阳性、2人抗原检测阳性个案，决定暂停全市公共交通服务，其中包括地铁。4月10日起无锡地铁恢复运营，但无锡火车站、无锡东站、无锡新区站不开放进站服务。
2022年7月6日起，3号线东风站、叙丰站、太湖花园站、新光路站、旺庄路站、黄山路站、高浪东路站、周泾巷站、无锡新区站、长江南路站、硕放机场站暂时关闭；7月9日，2号线云林站、3号线石门路站、3号线4号线盛岸站暂停运营；7月14日起，2号线云林站恢复运营。7月19日起，全线运营恢复正常。
2022年10月11日，2号线梁溪大桥站临时关闭；10月14日起，地铁2号线梁溪大桥站恢复运营。

### 徐州市
2020年1月26日，徐州市新型冠状病毒感染的肺炎疫情防控指挥部发布《关于全面暂停徐州市区城市公共交通和汽车客运班车包车运营的通告》，要求暂停城市轨道交通（地铁）运营。2月21日，发布《关于恢复城市轨道交通（地铁）的通告》，决定自2月24日起恢复轨道交通（地铁）运营。2021年11月25日，因疫情防控需要，徐州地铁全线暂停运营，11月30日恢复运营。3月30日至4月1日，为配合徐州市开展市区重点区域全员核酸检测工作，徐州地铁再次全线暂停运营。
| 轨道交通车站   | 线路            | 暂停运营日期                                                             | 恢复运营日期                                                            |
| -------------- | --------------- | ------------------------------------------------------------------------ | ----------------------------------------------------------------------- |
| 路窝站         | █ 1号线         | 2020年1月26日（第一次） 2021年11月25日（第二次） 2022年3月30日（第三次） | 2020年2月24日（第一次） 2021年11月30日（第二次） 2022年4月1日（第三次） |
| 杏山子站       | █ 1号线         | 2020年1月26日（第一次） 2021年11月25日（第二次） 2022年3月30日（第三次） | 2020年2月24日（第一次） 2021年11月30日（第二次） 2022年4月1日（第三次） |
| 韩山站         | █ 1号线         | 2020年1月26日（第一次） 2021年11月25日（第二次） 2022年3月30日（第三次） | 2020年2月24日（第一次） 2021年11月30日（第二次） 2022年4月1日（第三次） |
| 工农路站       | █ 1号线         | 2020年1月26日（第一次） 2021年11月25日（第二次） 2022年3月30日（第三次） | 2020年2月24日（第一次） 2021年11月30日（第二次） 2022年4月1日（第三次） |
| 人民广场站     | █ 1号线         | 2020年1月26日（第一次） 2021年11月25日（第二次） 2022年3月30日（第三次） | 2020年2月24日（第一次） 2021年11月30日（第二次） 2022年4月1日（第三次） |
| 苏堤路站       | █ 1号线         | 2020年1月26日（第一次） 2021年11月25日（第二次） 2022年3月30日（第三次） | 2020年2月24日（第一次） 2021年11月30日（第二次） 2022年4月1日（第三次） |
| 徐医附院站     | █ 1号线         | 2020年1月26日（第一次） 2021年11月25日（第二次） 2022年3月30日（第三次） | 2020年2月24日（第一次） 2021年11月30日（第二次） 2022年4月1日（第三次） |
| 民主北路站     | █ 1号线         | 2020年1月26日（第一次） 2021年11月25日（第二次） 2022年3月30日（第三次） | 2020年2月24日（第一次） 2021年11月30日（第二次） 2022年4月1日（第三次） |
| 子房山站       | █ 1号线         | 2020年1月26日（第一次） 2021年11月25日（第二次） 2022年3月30日（第三次） | 2020年2月24日（第一次） 2021年11月30日（第二次） 2022年4月1日（第三次） |
| 铜山路站       | █ 1号线         | 2020年1月26日（第一次） 2021年11月25日（第二次） 2022年3月30日（第三次） | 2020年2月24日（第一次） 2021年11月30日（第二次） 2022年4月1日（第三次） |
| 黄山垅站       | █ 1号线         | 2020年1月26日（第一次） 2021年11月25日（第二次） 2022年3月30日（第三次） | 2020年2月24日（第一次） 2021年11月30日（第二次） 2022年4月1日（第三次） |
| 庆丰路站       | █ 1号线         | 2020年1月26日（第一次） 2021年11月25日（第二次） 2022年3月30日（第三次） | 2020年2月24日（第一次） 2021年11月30日（第二次） 2022年4月1日（第三次） |
| 医科大学站     | █ 1号线         | 2020年1月26日（第一次） 2021年11月25日（第二次） 2022年3月30日（第三次） | 2020年2月24日（第一次） 2021年11月30日（第二次） 2022年4月1日（第三次） |
| 乔家湖站       | █ 1号线         | 2020年1月26日（第一次） 2021年11月25日（第二次） 2022年3月30日（第三次） | 2020年2月24日（第一次） 2021年11月30日（第二次） 2022年4月1日（第三次） |
| 金龙湖站       | █ 1号线         | 2020年1月26日（第一次） 2021年11月25日（第二次） 2022年3月30日（第三次） | 2020年2月24日（第一次） 2021年11月30日（第二次） 2022年4月1日（第三次） |
| 徐州东站       | █ 1号线         | 2020年1月26日（第一次） 2021年11月25日（第二次） 2022年3月30日（第三次） | 2020年2月24日（第一次） 2021年11月30日（第二次） 2022年4月1日（第三次） |
| 客运北站       | █ 2号线         | 2021年11月25日（第一次） 2022年3月30日（第二次）                         | 2021年11月30日（第一次） 2022年4月1日（第二次）                         |
| 李沃站         | █ 2号线         | 2021年11月25日（第一次） 2022年3月30日（第二次）                         | 2021年11月30日（第一次） 2022年4月1日（第二次）                         |
| 九里山站       | █ 2号线         | 2021年11月25日（第一次） 2022年3月30日（第二次）                         | 2021年11月30日（第一次） 2022年4月1日（第二次）                         |
| 奔腾大道站     | █ 2号线         | 2021年11月25日（第一次） 2022年3月30日（第二次）                         | 2021年11月30日（第一次） 2022年4月1日（第二次）                         |
| 九龙湖站       | █ 2号线         | 2021年11月25日（第一次） 2022年3月30日（第二次）                         | 2021年11月30日（第一次） 2022年4月1日（第二次）                         |
| 庆云桥站       | █ 2号线         | 2021年11月25日（第一次） 2022年3月30日（第二次）                         | 2021年11月30日（第一次） 2022年4月1日（第二次）                         |
| 户部山站       | █ 2号线         | 2021年11月25日（第一次） 2022年3月30日（第二次）                         | 2021年11月30日（第一次） 2022年4月1日（第二次）                         |
| 师大云龙校区站 | █ 2号线         | 2021年11月25日（第一次） 2022年3月30日（第二次）                         | 2021年11月30日（第一次） 2022年4月1日（第二次）                         |
| 中心医院站     | █ 2号线         | 2021年11月25日（第一次） 2022年3月30日（第二次）                         | 2021年11月30日（第一次） 2022年4月1日（第二次）                         |
| 科技城站       | █ 2号线         | 2021年11月25日（第一次） 2022年3月30日（第二次）                         | 2021年11月30日（第一次） 2022年4月1日（第二次）                         |
| 七里沟站       | █ 2号线         | 2021年11月25日（第一次） 2022年3月30日（第二次）                         | 2021年11月30日（第一次） 2022年4月1日（第二次）                         |
| 百果园站       | █ 2号线         | 2021年11月25日（第一次） 2022年3月30日（第二次）                         | 2021年11月30日（第一次） 2022年4月1日（第二次）                         |
| 拖龙山站       | █ 2号线         | 2021年11月25日（第一次） 2022年3月30日（第二次）                         | 2021年11月30日（第一次） 2022年4月1日（第二次）                         |
| 大龙湖站       | █ 2号线         | 2021年11月25日（第一次） 2022年3月30日（第二次）                         | 2021年11月30日（第一次） 2022年4月1日（第二次）                         |
| 市行政中心站   | █ 2号线         | 2021年11月25日（第一次） 2022年3月30日（第二次）                         | 2021年11月30日（第一次） 2022年4月1日（第二次）                         |
| 汉源大道站     | █ 2号线         | 2021年11月25日（第一次） 2022年3月30日（第二次）                         | 2021年11月30日（第一次） 2022年4月1日（第二次）                         |
| 新元大道站     | █ 2号线         | 2021年11月25日（第一次） 2022年3月30日（第二次）                         | 2021年11月30日（第一次） 2022年4月1日（第二次）                         |
| 新城区东站     | █ 2号线         | 2021年11月25日（第一次） 2022年3月30日（第二次）                         | 2021年11月30日（第一次） 2022年4月1日（第二次）                         |
| 下淀站         | █ 3号线         | 2021年11月25日（第一次） 2022年3月30日（第二次）                         | 2021年11月30日（第一次） 2022年4月1日（第二次）                         |
| 白云山站       | █ 3号线         | 2021年11月25日（第一次） 2022年3月30日（第二次）                         | 2021年11月30日（第一次） 2022年4月1日（第二次）                         |
| 天桥站         | █ 3号线         | 2021年11月25日（第一次） 2022年3月30日（第二次）                         | 2021年11月30日（第一次） 2022年4月1日（第二次）                         |
| 和平大桥站     | █ 3号线         | 2021年11月25日（第一次） 2022年3月30日（第二次）                         | 2021年11月30日（第一次） 2022年4月1日（第二次）                         |
| 矿大文昌校区站 | █ 3号线         | 2021年11月25日（第一次） 2022年3月30日（第二次）                         | 2021年11月30日（第一次） 2022年4月1日（第二次）                         |
| 南三环路站     | █ 3号线         | 2021年11月25日（第一次） 2022年3月30日（第二次）                         | 2021年11月30日（第一次） 2022年4月1日（第二次）                         |
| 翟山站         | █ 3号线         | 2021年11月25日（第一次） 2022年3月30日（第二次）                         | 2021年11月30日（第一次） 2022年4月1日（第二次）                         |
| 师范大学站     | █ 3号线         | 2021年11月25日（第一次） 2022年3月30日（第二次）                         | 2021年11月30日（第一次） 2022年4月1日（第二次）                         |
| 玉泉河站       | █ 3号线         | 2021年11月25日（第一次） 2022年3月30日（第二次）                         | 2021年11月30日（第一次） 2022年4月1日（第二次）                         |
| 无名山公园站   | █ 3号线         | 2021年11月25日（第一次） 2022年3月30日（第二次）                         | 2021年11月30日（第一次） 2022年4月1日（第二次）                         |
| 浦江路站       | █ 3号线         | 2021年11月25日（第一次） 2022年3月30日（第二次）                         | 2021年11月30日（第一次） 2022年4月1日（第二次）                         |
| 焦山站         | █ 3号线         | 2021年11月25日（第一次） 2022年3月30日（第二次）                         | 2021年11月30日（第一次） 2022年4月1日（第二次）                         |
| 钱江路站       | █ 3号线         | 2021年11月25日（第一次） 2022年3月30日（第二次）                         | 2021年11月30日（第一次） 2022年4月1日（第二次）                         |
| 高新区南站     | █ 3号线         | 2021年11月25日（第一次） 2022年3月30日（第二次）                         | 2021年11月30日（第一次） 2022年4月1日（第二次）                         |
| 彭城广场站     | █ 1号线 █ 2号线 | 2020年1月26日（第一次） 2021年11月25日（第二次） 2022年3月30日（第三次） | 2020年2月24日（第一次） 2021年11月30日（第二次） 2022年4月1日（第三次） |
| 徐州火车站     | █ 1号线 █ 3号线 | 2020年1月26日（第一次） 2021年11月25日（第二次） 2022年3月30日（第三次） | 2020年2月24日（第一次） 2021年11月30日（第二次） 2022年4月1日（第三次） |
| 淮塔站         | █ 2号线 █ 3号线 | 2021年11月25日（第一次） 2022年3月30日（第二次）                         | 2021年11月30日（第一次） 2022年4月1日（第二次）                         |

### 常州市
2020年1月27日，常州地铁关闭1号线6座车站。2月5日，又关闭4座车站。2月12日，武进沿江城际站恢复运营，其他车站仍然封闭。2月24日，新桥站、新龙站仍然封闭，其他车站恢复运营。3月30日，全线车站全部恢复运营。2022年3月18日起，因上海疫情关联常州病例影响，1号线新龙站、新桥站、外国语学校站；2号线海棠路站、怀德站、五角场站、紫云站、丁堰站关闭，3月28日起关闭车站仅包括1号线的新龙站、新桥站，2号线的丁堰站、海棠路站。4月3日，全线车站全部恢复运营。
| 轨道交通车站   | 线路    | 暂停运营日期                                    | 恢复运营日期                                   |
| -------------- | ------- | ----------------------------------------------- | ---------------------------------------------- |
| 武进沿江城际站 | █ 1号线 | 2020年1月27日                                   | 2020年2月12日                                  |
| 旅游学校站     | █ 1号线 | 2020年1月27日                                   | 2020年2月24日                                  |
| 科教城北站     | █ 1号线 | 2020年1月27日                                   | 2020年2月24日                                  |
| 阳湖路站       | █ 1号线 | 2020年1月27日                                   | 2020年2月24日                                  |
| 新天地公园站   | █ 1号线 | 2020年2月5日                                    | 2020年2月24日                                  |
| 同济桥站       | █ 1号线 | 2020年2月5日                                    | 2020年2月24日                                  |
| 博爱路站       | █ 1号线 | 2020年2月5日                                    | 2020年2月24日                                  |
| 北郊中学站     | █ 1号线 | 2020年2月5日                                    | 2020年2月24日                                  |
| 新桥站         | █ 1号线 | 2020年1月27日（第一次） 2022年3月18日（第二次） | 2020年3月30日（第一次） 2022年4月3日（第二次） |
| 新龙站         | █ 1号线 | 2020年1月27日（第一次） 2022年3月18日（第二次） | 2020年3月30日（第一次） 2022年4月3日（第二次） |
| 外国语学校站   | █ 1号线 | 2022年3月18日                                   | 2022年3月28日                                  |
| 海棠路站       | █ 2号线 | 2022年3月18日                                   | 2022年4月3日                                   |
| 丁堰站         | █ 2号线 | 2022年3月18日                                   | 2022年4月3日                                   |
| 怀德站         | █ 2号线 | 2022年3月18日                                   | 2022年3月28日                                  |
| 五角场站       | █ 2号线 | 2022年3月18日                                   | 2022年3月28日                                  |
| 紫云站         | █ 2号线 | 2022年3月18日                                   | 2022年3月28日                                  |

### 淮安市
2020年1月30日，淮安有轨电车暂停运营服务。3月16日，恢复运营服务。
| 轨道交通车站 | 线路    | 暂停运营日期  | 恢复运营日期  |
| ------------ | ------- | ------------- | ------------- |
| 体育馆站     | █ 1号线 | 2020年1月30日 | 2020年3月16日 |
| 淮海东路站   | █ 1号线 | 2020年1月30日 | 2020年3月16日 |
| 运河广场站   | █ 1号线 | 2020年1月30日 | 2020年3月16日 |
| 老坝口站     | █ 1号线 | 2020年1月30日 | 2020年3月16日 |
| 水渡口站     | █ 1号线 | 2020年1月30日 | 2020年3月16日 |
| 政务中心站   | █ 1号线 | 2020年1月30日 | 2020年3月16日 |
| 深圳路站     | █ 1号线 | 2020年1月30日 | 2020年3月16日 |
| 厦门路站     | █ 1号线 | 2020年1月30日 | 2020年3月16日 |
| 八亭桥站     | █ 1号线 | 2020年1月30日 | 2020年3月16日 |
| 汕头路站     | █ 1号线 | 2020年1月30日 | 2020年3月16日 |
| 三亚路站     | █ 1号线 | 2020年1月30日 | 2020年3月16日 |
| 板闸站       | █ 1号线 | 2020年1月30日 | 2020年3月16日 |
| 大剧院站     | █ 1号线 | 2020年1月30日 | 2020年3月16日 |
| 森林公园站   | █ 1号线 | 2020年1月30日 | 2020年3月16日 |
| 乌沙河站     | █ 1号线 | 2020年1月30日 | 2020年3月16日 |
| 河下站       | █ 1号线 | 2020年1月30日 | 2020年3月16日 |
| 礼字坝站     | █ 1号线 | 2020年1月30日 | 2020年3月16日 |
| 古末口站     | █ 1号线 | 2020年1月30日 | 2020年3月16日 |
| 华西路站     | █ 1号线 | 2020年1月30日 | 2020年3月16日 |
| 紀念館站     | █ 1号线 | 2020年1月30日 | 2020年3月16日 |
| 东岳庙站     | █ 1号线 | 2020年1月30日 | 2020年3月16日 |
| 龙光阁站     | █ 1号线 | 2020年1月30日 | 2020年3月16日 |
| 南门站       | █ 1号线 | 2020年1月30日 | 2020年3月16日 |

### 连云港市
2022年3月5日连云港市郊铁路暂停运营服务，至2023年1月未恢复。

## 浙江省

### 杭州市
2022年1月31日，因富阳区新增确诊病例，为遏制疫情扩散和蔓延，6号线富阳段暂停运营。2月7日，因相关交通管制措施解除，6号线富阳段恢复运营。2022年3月6日，因滨江区浦沿街道新增病例，4号线浦沿站实行只出不进，次日暂停运营，3月8日17时恢复运营。2022年3月12日，7号线新镇路站至启成路站、8号线仓北村站暂停运营，3月15日恢复运营。3月15日，4号线黎明站暂停运营，3月21日14时起恢复运营。
| 轨道交通车站   | 线路            | 暂停运营時間                                   | 恢复运营時間           |
| -------------- | --------------- | ---------------------------------------------- | ---------------------- |
| 野生动物园东站 | █ 6号线         | 2022年1月31日                                  | 2022年2月7日           |
| 银湖站         | █ 6号线         | 2022年1月31日                                  | 2022年2月7日           |
| 虎啸杏站       | █ 6号线         | 2022年1月31日                                  | 2022年2月7日           |
| 受降站         | █ 6号线         | 2022年1月31日                                  | 2022年2月7日           |
| 富阳客运中心站 | █ 6号线         | 2022年1月31日                                  | 2022年2月7日           |
| 高桥站         | █ 6号线         | 2022年1月31日                                  | 2022年2月7日           |
| 阳陂湖站       | █ 6号线         | 2022年1月31日                                  | 2022年2月7日           |
| 公望街站       | █ 6号线         | 2022年1月31日                                  | 2022年2月7日           |
| 桂花西路站     | █ 6号线         | 2022年1月31日                                  | 2022年2月7日           |
| 浦沿站         | █ 4号线         | 2022年3月7日                                   | 2022年3月8日           |
| 新镇路站       | █ 7号线         | 2022年3月12日                                  | 2022年3月15日          |
| 义蓬站         | █ 7号线         | 2022年3月12日                                  | 2022年3月15日          |
| 塘新线站       | █ 7号线         | 2022年3月12日                                  | 2022年3月15日          |
| 启成路站       | █ 7号线         | 2022年3月12日                                  | 2022年3月15日          |
| 仓北村站       | █ 8号线         | 2022年3月12日                                  | 2022年3月15日          |
| 青六中路站     | █ 7号线 █ 8号线 | 2022年3月12日                                  | 2022年3月15日          |
| 黎明站         | █ 4号线         | 2022年3月15日                                  | 2022年3月21日          |
| 临平南高铁站   | █ 杭海城际      | 2022年3月11日（第一次） 2022年4月3日（第二次） | 2022年4月2日（第一次） |
| 逸盛路站       | █ 10号线        | 2022年4月6日                                   |                        |

### 嘉兴市
2022年3月11日起，因应海宁市出现本土疫情，当地启动Ⅱ级应急响应，杭海城际铁路暂停运营。4月2日12时起恢复正常运营。之后由于当地再度出现本土疫情，杭海城际铁路自4月3日起再次暂停运营。
| 轨道交通车站       | 线路       | 暂停运营時間                                   | 恢复运营時間           |
| ------------------ | ---------- | ---------------------------------------------- | ---------------------- |
| 许村站             | █ 杭海城际 | 2022年3月11日（第一次） 2022年4月3日（第二次） | 2022年4月2日（第一次） |
| 海宁高铁西站       | █ 杭海城际 | 2022年3月11日（第一次） 2022年4月3日（第二次） | 2022年4月2日（第一次） |
| 长安（东方学院）站 | █ 杭海城际 | 2022年3月11日（第一次） 2022年4月3日（第二次） | 2022年4月2日（第一次） |
| 长安东站           | █ 杭海城际 | 2022年3月11日（第一次） 2022年4月3日（第二次） | 2022年4月2日（第一次） |
| 周王庙站           | █ 杭海城际 | 2022年3月11日（第一次） 2022年4月3日（第二次） | 2022年4月2日（第一次） |
| 盐官站             | █ 杭海城际 | 2022年3月11日（第一次） 2022年4月3日（第二次） | 2022年4月2日（第一次） |
| 桐九公路站         | █ 杭海城际 | 2022年3月11日（第一次） 2022年4月3日（第二次） | 2022年4月2日（第一次） |
| 斜桥站             | █ 杭海城际 | 2022年3月11日（第一次） 2022年4月3日（第二次） | 2022年4月2日（第一次） |
| 皮革城站           | █ 杭海城际 | 2022年3月11日（第一次） 2022年4月3日（第二次） | 2022年4月2日（第一次） |
| 海昌路站           | █ 杭海城际 | 2022年3月11日（第一次） 2022年4月3日（第二次） | 2022年4月2日（第一次） |
| 浙大国际校区站     | █ 杭海城际 | 2022年3月11日（第一次） 2022年4月3日（第二次） | 2022年4月2日（第一次） |

### 宁波市

#### 宁波轨道交通

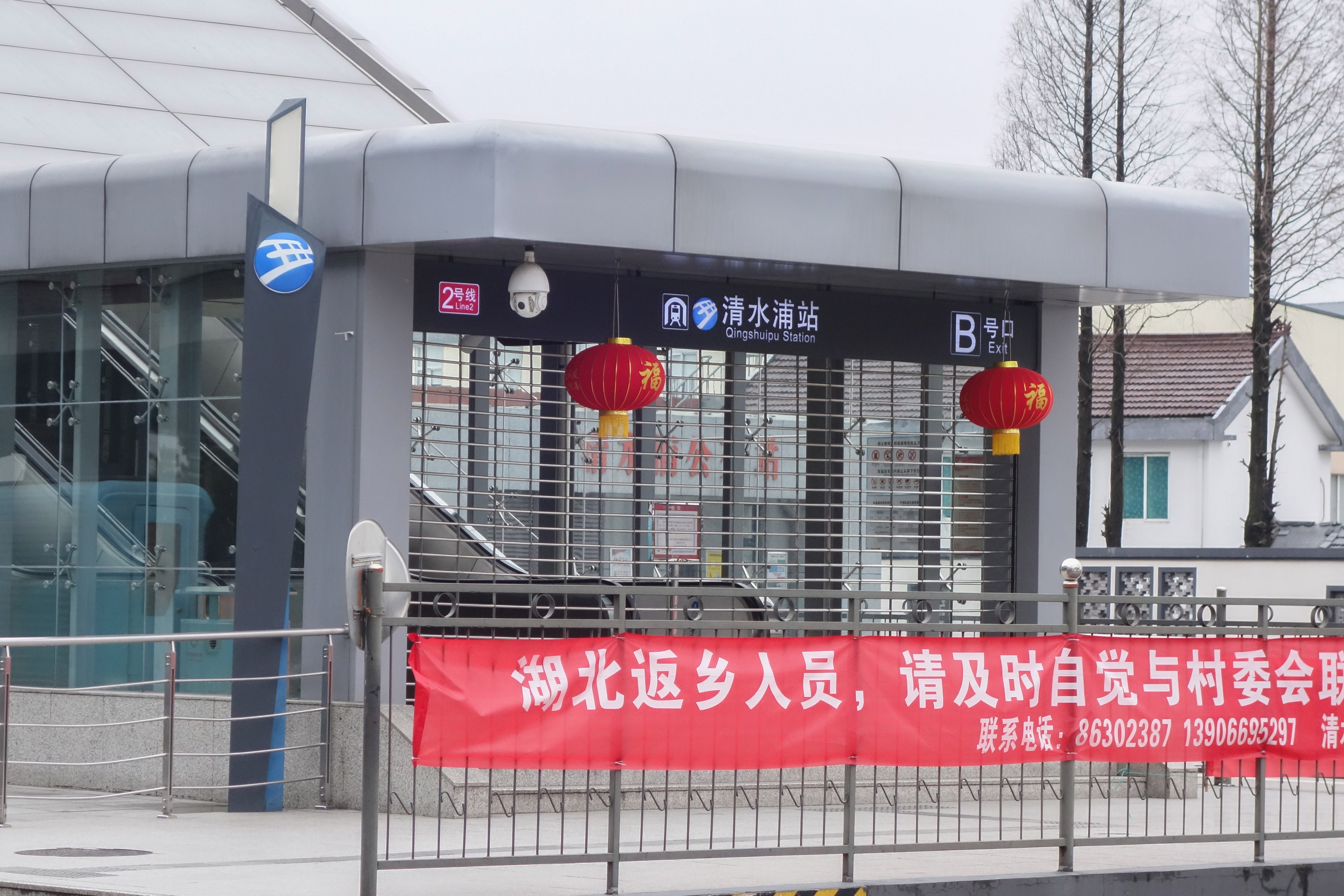
2020年2月14日的清水浦站，该站因2019冠状病毒病疫情而在2020年2月6日至14日期间关闭

2020年1月30日，宁波轨道交通决定暂停运营1号线邬隘站至霞浦站区间以及鄞奉线姜山站至明辉路站区间。2月6日，宁波轨道交通全线停运。2月15日，1号线望春桥站至霞浦站区间、2号线一期、3号线一期恢复运营。2月21日，鄞奉线姜山站至明辉路站区间及2号线栎社站恢复运营。2月29日，1号线高桥西站至徐家漕长乐站区间恢复运营，至此宁波轨道交通全线网恢复运营。2021年12月7日起，2号线孔浦至聪园路区段临时停运，12月24日开始的5号线试乘活动也受到影响，院士路站至兴庄路站未向公众开放。至12月20日，除清水浦、五里牌、枫园站外，其余车站恢复运营，至12月26日，所有车站恢复运营。2022年1月1日起，1号线邬隘至霞浦区段6个站点临时停运。1月16日，1号线邬隘至霞浦区段恢复运营。2022年4月7日，4号线潘火路站、嵩江东路站暂停运营。
| 轨道交通车站   | 线路    | 暂停运营日期                                   | 恢复运营日期                                     |
| -------------- | ------- | ---------------------------------------------- | ------------------------------------------------ |
| 高桥西站       | ■ 1号线 | 2020年2月6日                                   | 2020年2月29日                                    |
| 高桥站         | ■ 1号线 | 2020年2月6日                                   | 2020年2月29日                                    |
| 梁祝站         | ■ 1号线 | 2020年2月6日                                   | 2020年2月29日                                    |
| 芦港站         | ■ 1号线 | 2020年2月6日                                   | 2020年2月29日                                    |
| 徐家漕长乐站   | ■ 1号线 | 2020年2月6日                                   | 2020年2月29日                                    |
| 望春桥站       | ■ 1号线 | 2020年2月6日                                   | 2020年2月15日                                    |
| 泽民站         | ■ 1号线 | 2020年2月6日                                   | 2020年2月15日                                    |
| 大卿桥站       | ■ 1号线 | 2020年2月6日                                   | 2020年2月15日                                    |
| 西门口站       | ■ 1号线 | 2020年2月6日                                   | 2020年2月15日                                    |
| 鼓楼站         | ■ 1号线 | 2020年2月6日                                   | 2020年2月15日                                    |
| 东门口站       | ■ 1号线 | 2020年2月6日                                   | 2020年2月15日                                    |
| 江厦桥东站     | ■ 1号线 | 2020年2月6日                                   | 2020年2月15日                                    |
| 舟孟北路站     | ■ 1号线 | 2020年2月6日                                   | 2020年2月15日                                    |
| 樱花公园站     | ■ 1号线 | 2020年2月6日                                   | 2020年2月15日                                    |
| 福明路站       | ■ 1号线 | 2020年2月6日                                   | 2020年2月15日                                    |
| 世纪大道站     | ■ 1号线 | 2020年2月6日                                   | 2020年2月15日                                    |
| 海晏北路站     | ■ 1号线 | 2020年2月6日                                   | 2020年2月15日                                    |
| 福庆北路站     | ■ 1号线 | 2020年2月6日                                   | 2020年2月15日                                    |
| 盛莫路站       | ■ 1号线 | 2020年2月6日                                   | 2020年2月15日                                    |
| 东环南路站     | ■ 1号线 | 2020年2月6日                                   | 2020年2月15日                                    |
| 邱隘东站       | ■ 1号线 | 2020年2月6日                                   | 2020年2月15日                                    |
| 五乡站         | ■ 1号线 | 2020年2月6日                                   | 2020年2月15日                                    |
| 宝幢站         | ■ 1号线 | 2020年2月6日                                   | 2020年2月15日                                    |
| 邬隘站         | ■ 1号线 | 2020年1月30日（第一次） 2022年1月1日（第二次） | 2020年2月15日（第一次） 2022年1月16日（第二次）  |
| 大碶站         | ■ 1号线 | 2020年1月30日（第一次） 2022年1月1日（第二次） | 2020年2月15日（第一次） 2022年1月16日（第二次）  |
| 松花江路站     | ■ 1号线 | 2020年1月30日（第一次） 2022年1月1日（第二次） | 2020年2月15日（第一次） 2022年1月16日（第二次）  |
| 中河路站       | ■ 1号线 | 2020年1月30日（第一次） 2022年1月1日（第二次） | 2020年2月15日（第一次） 2022年1月16日（第二次）  |
| 长江路站       | ■ 1号线 | 2020年1月30日（第一次） 2022年1月1日（第二次） | 2020年2月15日（第一次） 2022年1月16日（第二次）  |
| 霞浦站         | ■ 1号线 | 2020年1月30日（第一次） 2022年1月1日（第二次） | 2020年2月15日（第一次） 2022年1月16日（第二次）  |
| 栎社国际机场站 | ■ 2号线 | 2020年2月6日                                   | 2020年2月15日                                    |
| 栎社站         | ■ 2号线 | 2020年2月6日                                   | 2020年2月21日                                    |
| 鄞州大道站     | ■ 2号线 | 2020年2月6日                                   | 2020年2月15日                                    |
| 石碶站         | ■ 2号线 | 2020年2月6日                                   | 2020年2月15日                                    |
| 轻纺城站       | ■ 2号线 | 2020年2月6日                                   | 2020年2月15日                                    |
| 藕池站         | ■ 2号线 | 2020年2月6日                                   | 2020年2月15日                                    |
| 客运中心站     | ■ 2号线 | 2020年2月6日                                   | 2020年2月15日                                    |
| 丽园南路站     | ■ 2号线 | 2020年2月6日                                   | 2020年2月15日                                    |
| 云霞路站       | ■ 2号线 | 2020年2月6日                                   | 2020年2月15日                                    |
| 宁波火车站     | ■ 2号线 | 2020年2月6日                                   | 2020年2月15日                                    |
| 城隍庙站       | ■ 2号线 | 2020年2月6日                                   | 2020年2月15日                                    |
| 鼓楼站         | ■ 2号线 | 2020年2月6日                                   | 2020年2月15日                                    |
| 外滩大桥站     | ■ 2号线 | 2020年2月6日                                   | 2020年2月15日                                    |
| 正大路站       | ■ 2号线 | 2020年2月6日                                   | 2020年2月15日                                    |
| 倪家堰站       | ■ 2号线 | 2020年2月6日                                   | 2020年2月15日                                    |
| 压赛堰站       | ■ 2号线 | 2020年2月6日                                   | 2020年2月15日                                    |
| 大通桥站       | ■ 2号线 | 2020年2月6日                                   | 2020年2月15日                                    |
| 孔浦站         | ■ 2号线 | 2020年2月6日（第一次） 2021年12月7日（第二次） | 2020年2月15日（第一次） 2021年12月20日（第二次） |
| 路林站         | ■ 2号线 | 2020年2月6日（第一次） 2021年12月7日（第二次） | 2020年2月15日（第一次） 2021年12月20日（第二次） |
| 三官堂站       | ■ 2号线 | 2020年2月6日（第一次） 2021年12月7日（第二次） | 2020年2月15日（第一次） 2021年12月20日（第二次） |
| 宁波大学站     | ■ 2号线 | 2020年2月6日（第一次） 2021年12月7日（第二次） | 2020年2月15日（第一次） 2021年12月20日（第二次） |
| 清水浦站       | ■ 2号线 | 2020年2月6日（第一次） 2021年12月7日（第二次） | 2020年2月15日（第一次） 2021年12月26日（第二次） |
| 五里牌站       | ■ 2号线 | 2021年12月7日                                  | 2021年12月26日                                   |
| 枫园站         | ■ 2号线 | 2021年12月7日                                  | 2021年12月26日                                   |
| 聪园路站       | ■ 2号线 | 2021年12月7日                                  | 2021年12月20日                                   |
| 大通桥站       | ■ 3号线 | 2020年2月6日                                   | 2020年2月15日                                    |
| 中兴大桥南站   | ■ 3号线 | 2020年2月6日                                   | 2020年2月15日                                    |
| 明楼站         | ■ 3号线 | 2020年2月6日                                   | 2020年2月15日                                    |
| 体育馆站       | ■ 3号线 | 2020年2月6日                                   | 2020年2月15日                                    |
| 樱花公园站     | ■ 3号线 | 2020年2月6日                                   | 2020年2月15日                                    |
| 儿童公园站     | ■ 3号线 | 2020年2月6日                                   | 2020年2月15日                                    |
| 仇毕站         | ■ 3号线 | 2020年2月6日                                   | 2020年2月15日                                    |
| 钱湖北路站     | ■ 3号线 | 2020年2月6日                                   | 2020年2月15日                                    |
| 锦寓路站       | ■ 3号线 | 2020年2月6日                                   | 2020年2月15日                                    |
| 四明中路站     | ■ 3号线 | 2020年2月6日                                   | 2020年2月15日                                    |
| 鄞州区政府站   | ■ 3号线 | 2020年2月6日                                   | 2020年2月15日                                    |
| 南部商务区站   | ■ 3号线 | 2020年2月6日                                   | 2020年2月15日                                    |
| 鄞州客运总站   | ■ 3号线 | 2020年2月6日                                   | 2020年2月15日                                    |
| 句章路站       | ■ 3号线 | 2020年2月6日                                   | 2020年2月15日                                    |
| 高塘桥站       | ■ 3号线 | 2020年2月6日                                   | 2020年2月15日                                    |
| 姜山站         | ■ 3号线 | 2020年1月30日                                  | 2020年2月21日                                    |
| 狮山站         | ■ 3号线 | 2020年1月30日                                  | 2020年2月21日                                    |
| 明辉路站       | ■ 3号线 | 2020年1月30日                                  | 2020年2月21日                                    |
| 潘火路站       | ■ 4号线 | 2022年4月7日                                   |                                                  |
| 嵩江东路站     | ■ 4号线 | 2022年4月7日                                   |                                                  |

#### 宁波都市圈城际铁路

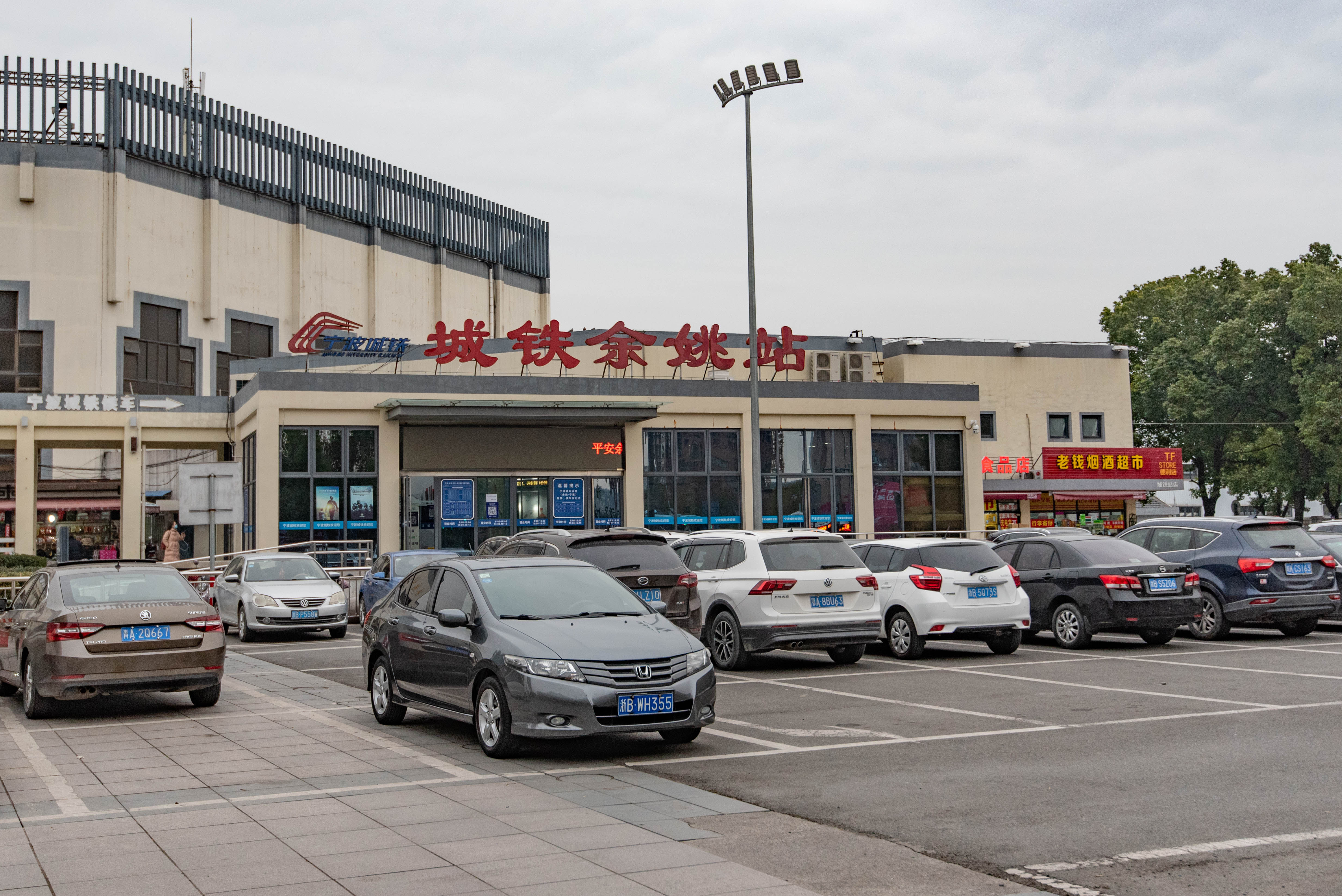
2020年12月26日的城铁余姚站，该站曾在2020年1月31日至2月24日期间关闭

2020年1月31日，宁波城铁决定暂停运营宁波至余姚、宁波至绍兴城际铁路。2月24日，两列城际铁路列车恢复运营。2021年12月10日，宁波至绍兴城际铁路上虞城际站暂停运营。12月16日，宁波至绍兴城际铁路其他各车站全部停运。2022年1月1日，宁波－余姚－绍兴城际列车全线恢复运营。
| 轨道交通车站 | 线路                            | 暂停运营日期                                     | 恢复运营日期                                   |
| ------------ | ------------------------------- | ------------------------------------------------ | ---------------------------------------------- |
| 城铁宁波站   | 宁波至余姚城际铁路 █ 绍兴城际线 | 2020年1月31日                                    | 2020年2月24日                                  |
| 城铁余姚站   | 宁波至余姚城际铁路 █ 绍兴城际线 | 2020年1月31日                                    | 2020年2月24日                                  |
| 上虞城际站   | 宁波至余姚城际铁路 █ 绍兴城际线 | 2020年1月31日（第一次） 2021年12月10日（第二次） | 2020年2月24日（第一次） 2022年1月1日（第二次） |
| 绍兴城际站   | 宁波至余姚城际铁路 █ 绍兴城际线 | 2020年1月31日（第一次） 2021年12月16日（第二次） | 2020年2月24日（第一次） 2022年1月1日（第二次） |
| 钱清城际站   | 宁波至余姚城际铁路 █ 绍兴城际线 | 2020年1月31日（第一次） 2021年12月16日（第二次） | 2020年2月24日（第一次） 2022年1月1日（第二次） |

### 温州市
2020年1月30日，温州轨道交通停运S1线。3月4日，恢复桐岭站至机场站区间运营，机场站至瓯江口站区间采用免费公交接驳。6月10日，恢复灵昆站至双瓯大道站运营，并取消公交接驳。
| 轨道交通车站 | 线路   | 暂停运营日期  | 恢复运营日期  |
| ------------ | ------ | ------------- | ------------- |
| 桐岭站       | █ S1线 | 2020年1月30日 | 2020年3月4日  |
| 潘桥站       | █ S1线 | 2020年1月30日 | 2020年3月4日  |
| 动车南站     | █ S1线 | 2020年1月30日 | 2020年3月4日  |
| 新桥站       | █ S1线 | 2020年1月30日 | 2020年3月4日  |
| 德政站       | █ S1线 | 2020年1月30日 | 2020年3月4日  |
| 龙霞路站     | █ S1线 | 2020年1月30日 | 2020年3月4日  |
| 惠民路站     | █ S1线 | 2020年1月30日 | 2020年3月4日  |
| 三垟湿地站   | █ S1线 | 2020年1月30日 | 2020年3月4日  |
| 龙腾路站     | █ S1线 | 2020年1月30日 | 2020年3月4日  |
| 科技城站     | █ S1线 | 2020年1月30日 | 2020年3月4日  |
| 瑶溪站       | █ S1线 | 2020年1月30日 | 2020年3月4日  |
| 奥体中心站   | █ S1线 | 2020年1月30日 | 2020年3月4日  |
| 永中站       | █ S1线 | 2020年1月30日 | 2020年3月4日  |
| 机场站       | █ S1线 | 2020年1月30日 | 2020年3月4日  |
| 灵昆站       | █ S1线 | 2020年1月30日 | 2020年6月10日 |
| 瓯江口站     | █ S1线 | 2020年1月30日 | 2020年6月10日 |
| 瓯华站       | █ S1线 | 2020年1月30日 | 2020年6月10日 |
| 双瓯大道站   | █ S1线 | 2020年1月30日 | 2020年6月10日 |

## 安徽省

### 合肥市
2020年1月30日起，合肥轨道交通对地铁运营方案作出调整，其中8座车站暂停运营。2月4日，又有10座车站暂停运营。2月24日，10座车站恢复运营。2月28日，又有8座车站恢复运营。至此，合肥轨道交通暂停开放的18座车站全部恢复运营。
| 轨道交通车站   | 线路    | 暂停运营日期  | 恢复运营日期  |
| -------------- | ------- | ------------- | ------------- |
| 万年埠站       | █ 1号线 | 2020年1月30日 | 2020年2月28日 |
| 丙子铺站       | █ 1号线 | 2020年1月30日 | 2020年2月28日 |
| 骆岗站         | █ 1号线 | 2020年1月30日 | 2020年2月24日 |
| 长淮站         | █ 1号线 | 2020年2月4日  | 2020年2月24日 |
| 南站南广场站   | █ 1号线 | 2020年2月4日  | 2020年2月24日 |
| 金斗公园站     | █ 1号线 | 2020年2月4日  | 2020年2月24日 |
| 桂庄站         | █ 2号线 | 2020年1月30日 | 2020年2月28日 |
| 东二十埠站     | █ 2号线 | 2020年1月30日 | 2020年2月24日 |
| 安农大站       | █ 2号线 | 2020年2月4日  | 2020年2月24日 |
| 天柱路站       | █ 2号线 | 2020年2月4日  | 2020年2月24日 |
| 勤劳村站       | █ 3号线 | 2020年1月30日 | 2020年2月28日 |
| 职教城东站     | █ 3号线 | 2020年1月30日 | 2020年2月28日 |
| 大学城北站     | █ 3号线 | 2020年1月30日 | 2020年2月24日 |
| 安大磬苑校区站 | █ 3号线 | 2020年2月4日  | 2020年2月24日 |
| 南新庄站       | █ 3号线 | 2020年2月4日  | 2020年2月24日 |
| 窦桥湾站       | █ 3号线 | 2020年2月4日  | 2020年2月28日 |
| 郑河站         | █ 3号线 | 2020年2月4日  | 2020年2月28日 |
| 鸭林冲站       | █ 3号线 | 2020年2月4日  | 2020年2月28日 |

## 福建省

### 厦门市
2021年9月18日，因应厦门本土疫情防控需要，厦门地铁1号线镇海路站、中山公园站关闭。9月23日，厦门地铁2号线江头站关闭。10月1日，镇海路站、中山公园站恢复运营。10月6日，江头站恢复运营。
| 轨道交通车站 | 线路    | 暂停运营日期  | 恢复运营日期  |
| ------------ | ------- | ------------- | ------------- |
| 镇海路站     | █ 1号线 | 2021年9月18日 | 2021年10月1日 |
| 中山公园站   | █ 1号线 | 2021年9月18日 | 2021年10月1日 |
| 江头站       | █ 2号线 | 2021年9月23日 | 2021年10月6日 |

## 河南省

### 郑州市

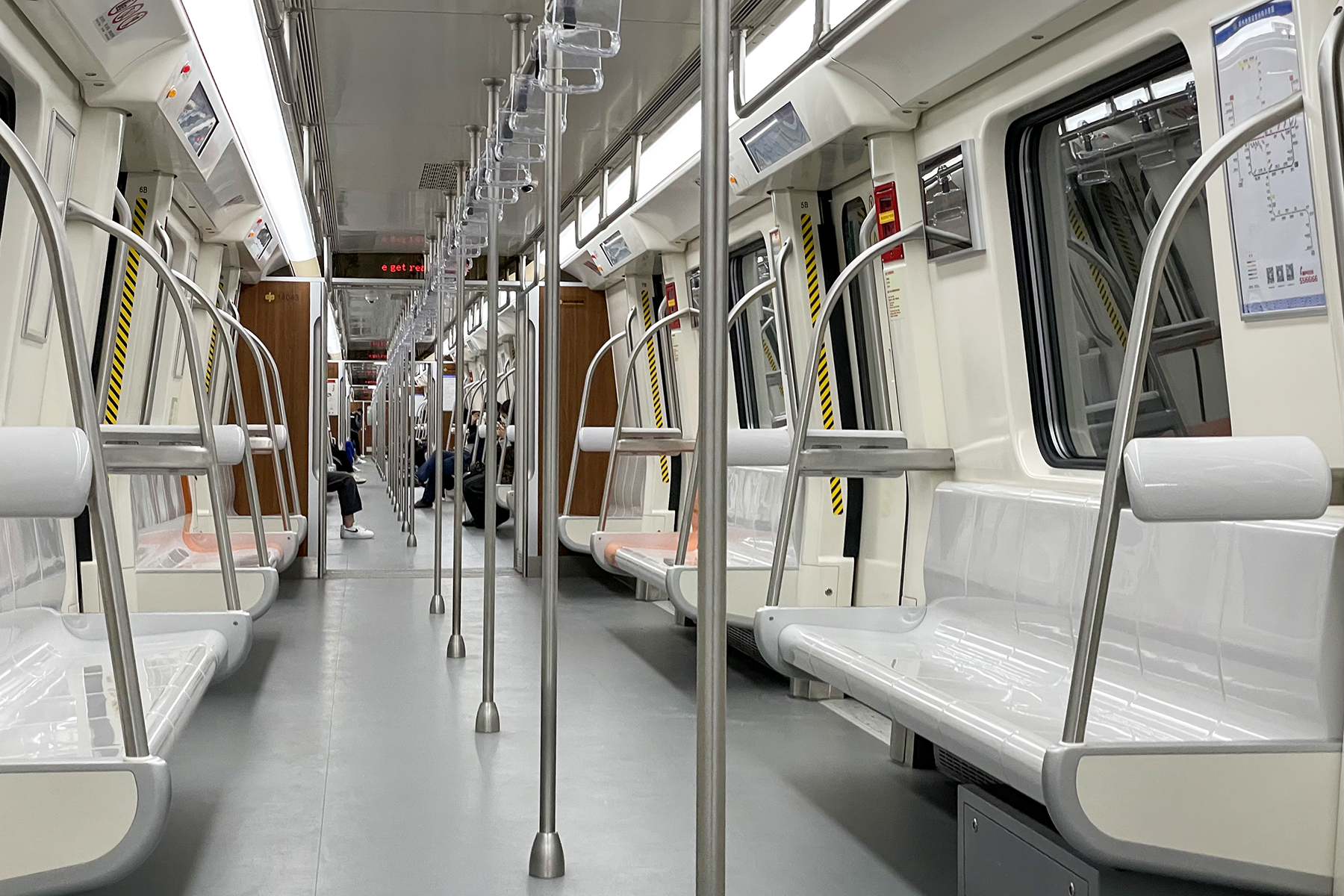
2020年11月6日，一列行驶在郑州地铁14号线的列车车厢

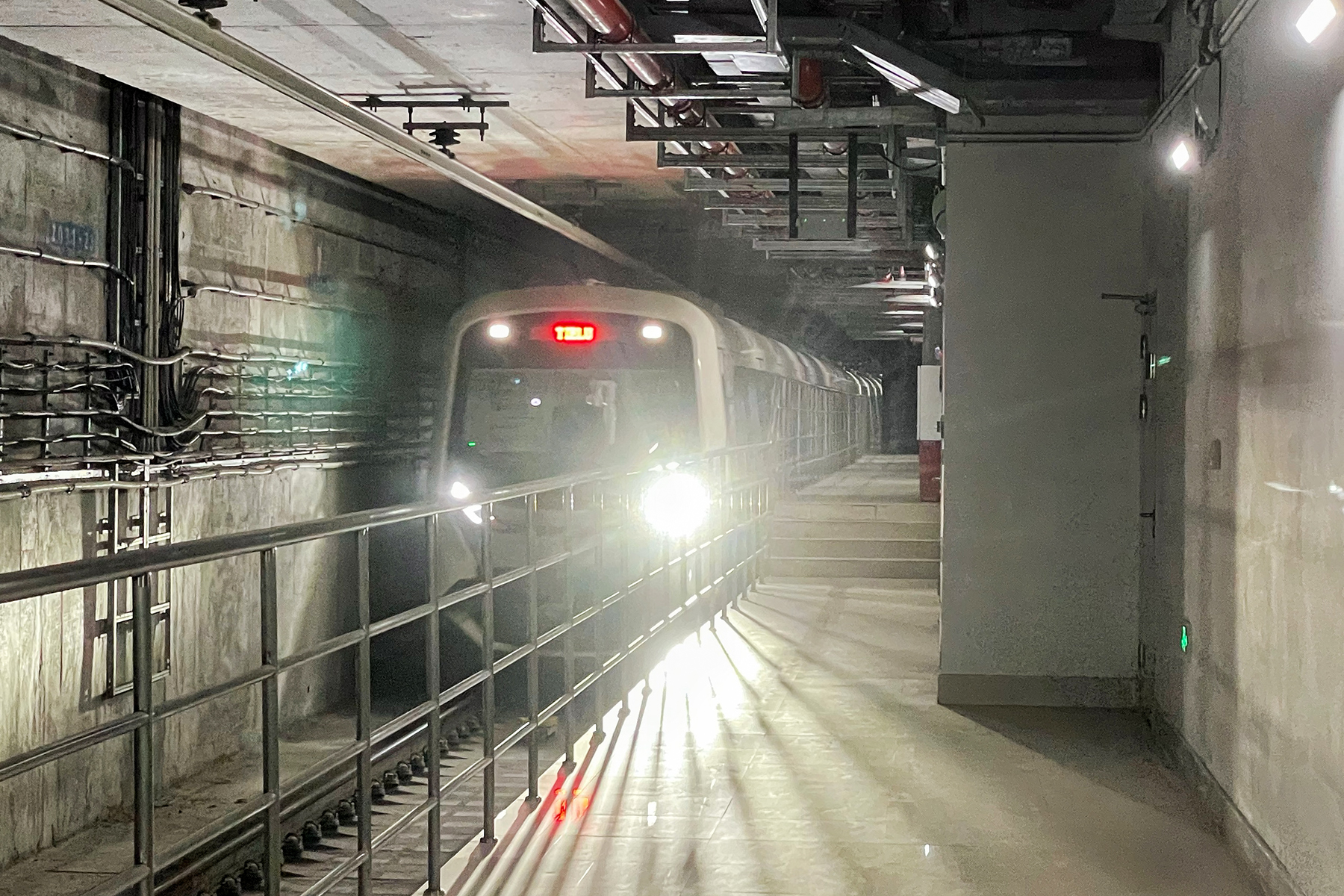
2020年11月6日，一列列车即将抵达郑州地铁14号线奥体中心站

2020年1月28日，郑州地铁14号线一期暂停运营。11月4日，恢复运营。2021年1月24日，为配合郑州市新冠肺炎疫情防控领导小组办公室在郑州航空港经济综合实验区开展的核酸检测演练，郑州地铁城郊线关闭位于航空港实验区内的5座车站，直至翌日7时恢复运营。8月3日，郑州市新冠肺炎疫情防控领导小组办公室发布《关于调整封控区的通告》，划定封控区域，位于封控区域内的郑州地铁车站随即关闭。同日，郑州地铁2号线上的6座车站关闭。8月4日，郑州地铁1号线、城郊线上的10座车站关闭。8月10日，郑州地铁3号线二七广场站和人民公园站因位于防控区内而关闭。9月12日，郑州地铁1号线、2号线一期、城郊线恢复运营。9月15日，郑州地铁2号线二期、3号线、4号线、5号线恢复运营。2022年1月，因郑州发生本土疫情，郑州地铁对处在管控区的车站实施临时关闭和列车不停站通过措施，截至1月11日共有18个车站关闭。1月20日起，部分车站开始恢复运营，至1月27日所有车站全部恢复正常运行。
| 轨道交通车站     | 线路     | 暂停运营日期                                  | 恢复运营日期                                    |
| ---------------- | -------- | --------------------------------------------- | ----------------------------------------------- |
| 铁炉站           | █ 14号线 | 2020年1月28日                                 | 2020年11月4日                                   |
| 市委党校站       | █ 14号线 | 2020年1月28日                                 | 2020年11月4日                                   |
| 奥体中心站       | █ 14号线 | 2020年1月28日                                 | 2020年11月4日                                   |
| 港区北站         | █ 城郊线 | 2021年1月24日                                 | 2021年1月25日                                   |
| 康平湖站         | █ 城郊线 | 2021年1月24日                                 | 2021年1月25日                                   |
| 兰河公园站       | █ 城郊线 | 2021年1月24日                                 | 2021年1月25日                                   |
| 恩平湖站         | █ 城郊线 | 2021年1月24日                                 | 2021年1月25日                                   |
| 综合保税区站     | █ 城郊线 | 2021年1月24日                                 | 2021年1月25日                                   |
| 沙窝李站         | █ 城郊线 | 2021年8月4日                                  | 2021年9月12日                                   |
| 双湖大道站       | █ 城郊线 | 2021年8月4日                                  | 2021年9月12日                                   |
| 小乔站           | █ 城郊线 | 2021年8月4日                                  | 2021年9月12日                                   |
| 华南城西站       | █ 城郊线 | 2021年8月4日                                  | 2021年9月12日                                   |
| 华南城站         | █ 城郊线 | 2021年8月4日                                  | 2021年9月12日                                   |
| 陇海东路站       | █ 2号线  | 2021年8月3日                                  | 2021年9月12日                                   |
| 二里岗站         | █ 2号线  | 2021年8月3日（第一次） 2022年1月4日（第二次） | 2021年9月12日（第一次） 2022年1月20日（第二次） |
| 南五里堡站       | █ 2号线  | 2021年8月3日（第一次） 2022年1月4日（第二次） | 2021年9月12日（第一次） 2022年1月20日（第二次） |
| 花寨站           | █ 2号线  | 2021年8月3日                                  | 2021年9月12日                                   |
| 南三环站         | █ 2号线  | 2021年8月3日                                  | 2021年9月12日                                   |
| 站马屯站         | █ 2号线  | 2021年8月3日                                  | 2021年9月12日                                   |
| 二七广场站       | █ 1号线  | 2021年8月4日                                  | 2021年9月12日                                   |
| 燕庄站           | █ 1号线  | 2021年8月4日                                  | 2021年9月12日                                   |
| 郑州火车站       | █ 1号线  | 2021年8月4日（第一次） 2022年1月7日（第二次） | 2021年9月12日（第一次） 2022年1月20日（第二次） |
| 医学院站         | █ 1号线  | 2021年8月4日（第一次） 2022年1月4日（第二次） | 2021年9月12日（第一次） 2022年1月22日（第二次） |
| 绿城广场站       | █ 1号线  | 2021年8月4日（第一次） 2022年1月7日（第二次） | 2021年9月12日（第一次） 2022年1月22日（第二次） |
| 西三环站         | █ 1号线  | 2022年1月11日                                 | 2022年1月23日                                   |
| 秦岭路站         | █ 1号线  | 2022年1月11日                                 | 2022年1月20日                                   |
| 五一公园站       | █ 1号线  | 2022年1月11日                                 | 2022年1月20日                                   |
| 二七广场站       | █ 3号线  | 2021年8月10日                                 | 2021年9月15日                                   |
| 人民公园站       | █ 3号线  | 2021年8月10日                                 | 2021年9月15日                                   |
| 城东南路站       | █ 5号线  | 2022年1月4日                                  | 2022年1月24日                                   |
| 陇海西路站       | █ 5号线  | 2022年1月5日                                  | 2022年1月23日                                   |
| 市中心医院站     | █ 5号线  | 2022年1月5日                                  | 2022年1月23日                                   |
| 南五里堡站       | █ 5号线  | 2022年1月5日                                  | 2022年1月27日                                   |
| 冯庄站           | █ 5号线  | 2022年1月7日                                  | 2022年1月22日                                   |
| 京广南路站       | █ 5号线  | 2022年1月7日                                  | 2022年1月22日                                   |
| 市第二人民医院站 | █ 5号线  | 2022年1月7日                                  | 2022年1月22日                                   |
| 齐礼阎站         | █ 5号线  | 2022年1月7日                                  | 2022年1月20日                                   |
| 航海广场站       | █ 5号线  | 2022年1月11日                                 | 2022年1月20日                                   |
| 后河芦站         | █ 5号线  | 2022年1月11日                                 | 2022年1月20日                                   |
| 桐淮站           | █ 5号线  | 2022年1月11日                                 | 2022年1月20日                                   |
| 五一公园站       | █ 5号线  | 2022年1月11日                                 | 2022年1月20日                                   |

## 湖北省

### 武汉市

#### 武汉地铁

截至2020年1月23日，武汉地铁路线及车站示意图

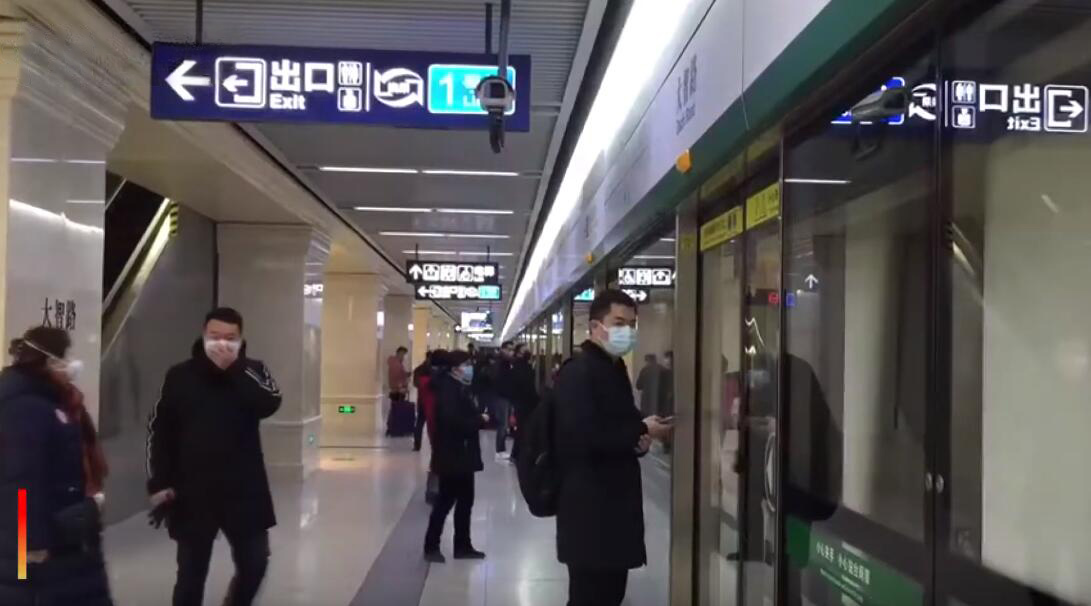
2020年1月23日，武汉地铁暂停运营前，6号线最后一班列车停靠于大智路站

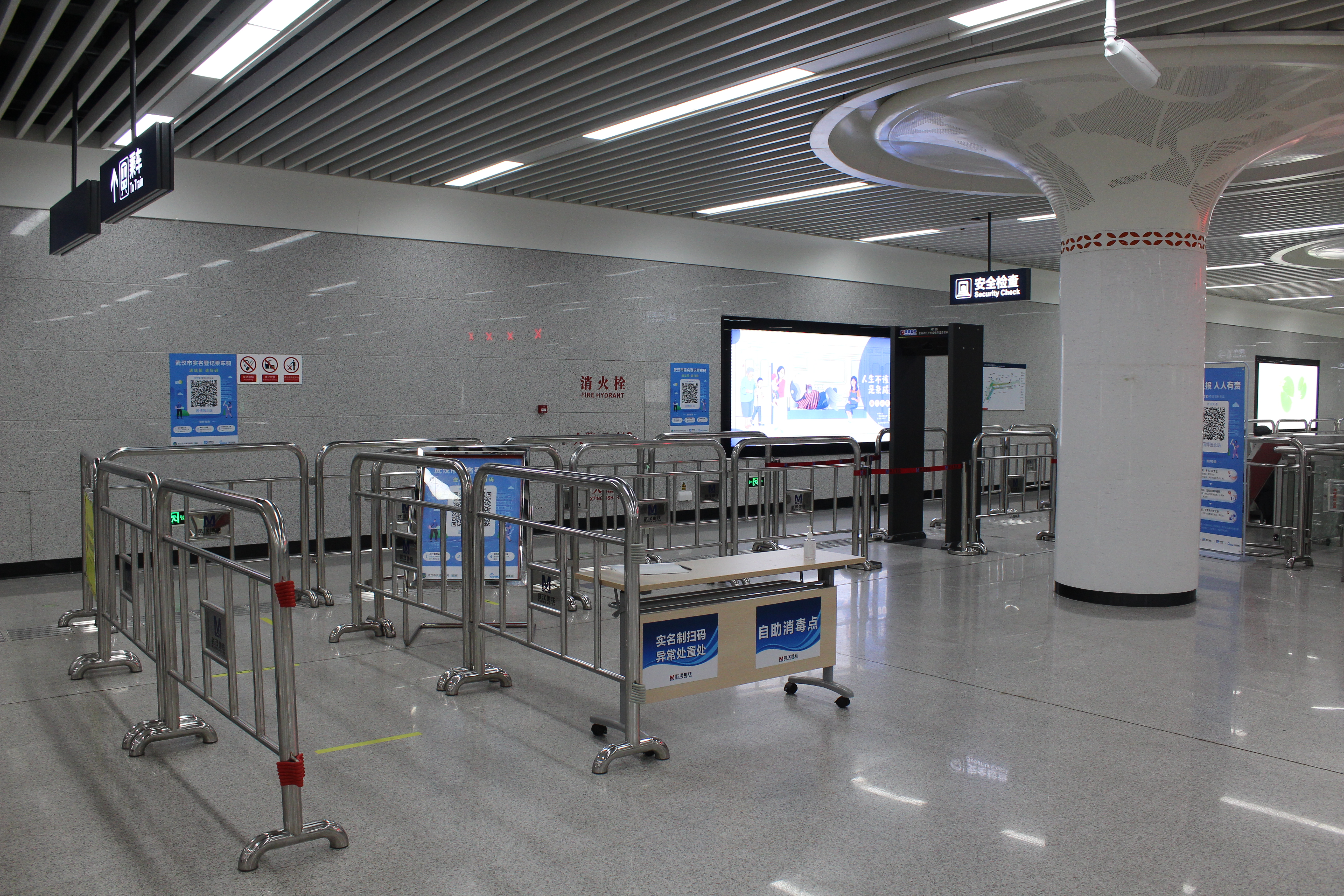
2020年4月15日，武汉地铁恢复运营后，园博园北站站内的实名制扫码与自助消毒点

2020年1月23日，武汉市新型冠状病毒感染的肺炎疫情防控指挥部发出通告，要求当日起，全市城市公交、地铁、轮渡、长途客运暂停运营。3月28日，根据湖北省、武汉市疫情防控要求和部署，武汉地铁1号线、2号线、3号线、4号线、6号线、7号线恢复运营。恢复运营初期，2、4、7号线采用大小交路组织运营，1、3、6号线按单一大交路组织运营。4月8日，8号线一期恢复运营。4月22日，8号线三期、11号线、阳逻线恢复运营。5月11日，除少数商业出入口外，其他因疫情防控临时关闭的所有出入口开放。2021年8月3日，因武汉经开区沌口街道再度出现本土疫情，沌口街道区域内的车城东路站、江城大道站、老关村站封站，不进行开门乘降作业。8月10日，2号线藏龙东街站关闭。8月23日，2号线藏龙东街站，7号线新路村站、大花岭站、江夏客厅站、谭鑫培公园站、青龙山地铁小镇站恢复运营。8月24日，6号线车城东路站、江城大道站、老关村站恢复运营。8月27日，7号线北华街站、纸坊大街站恢复运营，武汉地铁全线网恢复正常运营。
| 轨道交通车站     | 线路                        | 暂停运营日期                                   | 恢复运营日期                                    |
| ---------------- | --------------------------- | ---------------------------------------------- | ----------------------------------------------- |
| 径河站           | █ 1号线                     | 2020年1月23日                                  | 2020年3月28日                                   |
| 三店站           | █ 1号线                     | 2020年1月23日                                  | 2020年3月28日                                   |
| 码头潭公园站     | █ 1号线                     | 2020年1月23日                                  | 2020年3月28日                                   |
| 东吴大道站       | █ 1号线                     | 2020年1月23日                                  | 2020年3月28日                                   |
| 五环大道站       | █ 1号线                     | 2020年1月23日                                  | 2020年3月28日                                   |
| 额头湾站         | █ 1号线                     | 2020年1月23日                                  | 2020年3月28日                                   |
| 竹叶海站         | █ 1号线                     | 2020年1月23日                                  | 2020年3月28日                                   |
| 舵落口站         | █ 1号线                     | 2020年1月23日                                  | 2020年3月28日                                   |
| 古田一路站       | █ 1号线                     | 2020年1月23日                                  | 2020年3月28日                                   |
| 古田二路站       | █ 1号线                     | 2020年1月23日                                  | 2020年3月28日                                   |
| 古田三路站       | █ 1号线                     | 2020年1月23日                                  | 2020年3月28日                                   |
| 古田四路站       | █ 1号线                     | 2020年1月23日                                  | 2020年3月28日                                   |
| 汉西一路站       | █ 1号线                     | 2020年1月23日                                  | 2020年3月28日                                   |
| 太平洋站         | █ 1号线                     | 2020年1月23日                                  | 2020年3月28日                                   |
| 硚口路站         | █ 1号线                     | 2020年1月23日                                  | 2020年3月28日                                   |
| 崇仁路站         | █ 1号线                     | 2020年1月23日                                  | 2020年3月28日                                   |
| 利济北路站       | █ 1号线                     | 2020年1月23日                                  | 2020年3月28日                                   |
| 友谊路站         | █ 1号线                     | 2020年1月23日                                  | 2020年3月28日                                   |
| 头道街站         | █ 1号线                     | 2020年1月23日                                  | 2020年3月28日                                   |
| 二七路站         | █ 1号线                     | 2020年1月23日                                  | 2020年3月28日                                   |
| 徐州新村站       | █ 1号线                     | 2020年1月23日                                  | 2020年3月28日                                   |
| 丹水池站         | █ 1号线                     | 2020年1月23日                                  | 2020年3月28日                                   |
| 新荣站           | █ 1号线                     | 2020年1月23日                                  | 2020年3月28日                                   |
| 堤角站           | █ 1号线                     | 2020年1月23日                                  | 2020年3月28日                                   |
| 滕子岗站         | █ 1号线                     | 2020年1月23日                                  | 2020年3月28日                                   |
| 滠口新城站       | █ 1号线                     | 2020年1月23日                                  | 2020年3月28日                                   |
| 汉口北站         | █ 1号线                     | 2020年1月23日                                  | 2020年3月28日                                   |
| 天河机场站       | █ 2号线                     | 2020年1月23日                                  | 2020年3月28日                                   |
| 航空总部站       | █ 2号线                     | 2020年1月23日                                  | 2020年3月28日                                   |
| 宋家岗站         | █ 2号线                     | 2020年1月23日                                  | 2020年3月28日                                   |
| 巨龙大道站       | █ 2号线                     | 2020年1月23日                                  | 2020年3月28日                                   |
| 盘龙城站         | █ 2号线                     | 2020年1月23日                                  | 2020年3月28日                                   |
| 常青城站         | █ 2号线                     | 2020年1月23日                                  | 2020年3月28日                                   |
| 金银潭站         | █ 2号线                     | 2020年1月23日                                  | 2020年3月28日                                   |
| 长港路站         | █ 2号线                     | 2020年1月23日                                  | 2020年3月28日                                   |
| 汉口火车站       | █ 2号线                     | 2020年1月23日                                  | 2020年3月28日                                   |
| 青年路站         | █ 2号线                     | 2020年1月23日                                  | 2020年3月28日                                   |
| 中山公园站       | █ 2号线                     | 2020年1月23日                                  | 2020年3月28日                                   |
| 积玉桥站         | █ 2号线                     | 2020年1月23日                                  | 2020年3月28日                                   |
| 小龟山站         | █ 2号线                     | 2020年1月23日                                  | 2020年3月28日                                   |
| 宝通寺站         | █ 2号线                     | 2020年1月23日                                  | 2020年3月28日                                   |
| 街道口站         | █ 2号线                     | 2020年1月23日                                  | 2020年3月28日                                   |
| 广埠屯站         | █ 2号线                     | 2020年1月23日                                  | 2020年3月28日                                   |
| 虎泉站           | █ 2号线                     | 2020年1月23日                                  | 2020年3月28日                                   |
| 杨家湾站         | █ 2号线                     | 2020年1月23日                                  | 2020年3月28日                                   |
| 光谷广场站       | █ 2号线                     | 2020年1月23日                                  | 2020年3月28日                                   |
| 珞雄路站         | █ 2号线                     | 2020年1月23日                                  | 2020年3月28日                                   |
| 华中科技大学站   | █ 2号线                     | 2020年1月23日                                  | 2020年3月28日                                   |
| 光谷大道站       | █ 2号线                     | 2020年1月23日                                  | 2020年3月28日                                   |
| 佳园路站         | █ 2号线                     | 2020年1月23日                                  | 2020年3月28日                                   |
| 黄龙山路站       | █ 2号线                     | 2020年1月23日                                  | 2020年3月28日                                   |
| 金融港北站       | █ 2号线                     | 2020年1月23日                                  | 2020年3月28日                                   |
| 秀湖站           | █ 2号线                     | 2020年1月23日                                  | 2020年3月28日                                   |
| 藏龙东街站       | █ 2号线                     | 2020年1月23日                                  | 2020年3月28日                                   |
| 佛祖岭站         | █ 2号线                     | 2020年1月23日                                  | 2020年3月28日                                   |
| 沌阳大道站       | █ 3号线                     | 2020年1月23日                                  | 2020年3月28日                                   |
| 体育中心站       | █ 3号线                     | 2020年1月23日                                  | 2020年3月28日                                   |
| 三角湖站         | █ 3号线                     | 2020年1月23日                                  | 2020年3月28日                                   |
| 汉阳客运站       | █ 3号线                     | 2020年1月23日                                  | 2020年3月28日                                   |
| 四新大道站       | █ 3号线                     | 2020年1月23日                                  | 2020年3月28日                                   |
| 陶家岭站         | █ 3号线                     | 2020年1月23日                                  | 2020年3月28日                                   |
| 龙阳村站         | █ 3号线                     | 2020年1月23日                                  | 2020年3月28日                                   |
| 双墩站           | █ 3号线                     | 2020年1月23日                                  | 2020年3月28日                                   |
| 云飞路站         | █ 3号线                     | 2020年1月23日                                  | 2020年3月28日                                   |
| 菱角湖站         | █ 3号线                     | 2020年1月23日                                  | 2020年3月28日                                   |
| 惠济二路站       | █ 3号线                     | 2020年1月23日                                  | 2020年3月28日                                   |
| 罗家庄站         | █ 3号线                     | 2020年1月23日                                  | 2020年3月28日                                   |
| 二七小路站       | █ 3号线                     | 2020年1月23日                                  | 2020年3月28日                                   |
| 兴业路站         | █ 3号线                     | 2020年1月23日                                  | 2020年3月28日                                   |
| 市民之家站       | █ 3号线                     | 2020年1月23日                                  | 2020年3月28日                                   |
| 柏林站           | █ 4号线                     | 2020年1月23日                                  | 2020年3月28日                                   |
| 新庙村站         | █ 4号线                     | 2020年1月23日                                  | 2020年3月28日                                   |
| 临嶂大道站       | █ 4号线                     | 2020年1月23日                                  | 2020年3月28日                                   |
| 蔡甸广场站       | █ 4号线                     | 2020年1月23日                                  | 2020年3月28日                                   |
| 凤凰路站         | █ 4号线                     | 2020年1月23日                                  | 2020年3月28日                                   |
| 新农站           | █ 4号线                     | 2020年1月23日                                  | 2020年3月28日                                   |
| 知音站           | █ 4号线                     | 2020年1月23日                                  | 2020年3月28日                                   |
| 集贤站           | █ 4号线                     | 2020年1月23日                                  | 2020年3月28日                                   |
| 新天站           | █ 4号线                     | 2020年1月23日                                  | 2020年3月28日                                   |
| 黄金口站         | █ 4号线                     | 2020年1月23日                                  | 2020年3月28日                                   |
| 孟家铺站         | █ 4号线                     | 2020年1月23日                                  | 2020年3月28日                                   |
| 永安堂站         | █ 4号线                     | 2020年1月23日                                  | 2020年3月28日                                   |
| 玉龙路站         | █ 4号线                     | 2020年1月23日                                  | 2020年3月28日                                   |
| 十里铺站         | █ 4号线                     | 2020年1月23日                                  | 2020年3月28日                                   |
| 七里庙站         | █ 4号线                     | 2020年1月23日                                  | 2020年3月28日                                   |
| 五里墩站         | █ 4号线                     | 2020年1月23日                                  | 2020年3月28日                                   |
| 汉阳火车站       | █ 4号线                     | 2020年1月23日                                  | 2020年3月28日                                   |
| 拦江路站         | █ 4号线                     | 2020年1月23日                                  | 2020年3月28日                                   |
| 复兴路站         | █ 4号线                     | 2020年1月23日                                  | 2020年3月28日                                   |
| 首义路站         | █ 4号线                     | 2020年1月23日                                  | 2020年3月28日                                   |
| 梅苑小区站       | █ 4号线                     | 2020年1月23日                                  | 2020年3月28日                                   |
| 楚河汉街站       | █ 4号线                     | 2020年1月23日                                  | 2020年3月28日                                   |
| 青鱼嘴站         | █ 4号线                     | 2020年1月23日                                  | 2020年3月28日                                   |
| 东亭站           | █ 4号线                     | 2020年1月23日                                  | 2020年3月28日                                   |
| 铁机路站         | █ 4号线                     | 2020年1月23日                                  | 2020年3月28日                                   |
| 罗家港站         | █ 4号线                     | 2020年1月23日                                  | 2020年3月28日                                   |
| 园林路站         | █ 4号线                     | 2020年1月23日                                  | 2020年3月28日                                   |
| 仁和路站         | █ 4号线                     | 2020年1月23日                                  | 2020年3月28日                                   |
| 工业四路站       | █ 4号线                     | 2020年1月23日                                  | 2020年3月28日                                   |
| 杨春湖站         | █ 4号线                     | 2020年1月23日                                  | 2020年3月28日                                   |
| 武汉火车站       | █ 4号线                     | 2020年1月23日                                  | 2020年3月28日                                   |
| 金银湖公园站     | █ 6号线                     | 2020年1月23日                                  | 2020年3月28日                                   |
| 金银湖站         | █ 6号线                     | 2020年1月23日                                  | 2020年3月28日                                   |
| 轻工大学站       | █ 6号线                     | 2020年1月23日                                  | 2020年3月28日                                   |
| 杨汊湖站         | █ 6号线                     | 2020年1月23日                                  | 2020年3月28日                                   |
| 石桥站           | █ 6号线                     | 2020年1月23日                                  | 2020年3月28日                                   |
| 唐家墩站         | █ 6号线                     | 2020年1月23日                                  | 2020年3月28日                                   |
| 三眼桥站         | █ 6号线                     | 2020年1月23日                                  | 2020年3月28日                                   |
| 苗栗路站         | █ 6号线                     | 2020年1月23日                                  | 2020年3月28日                                   |
| 六渡桥站         | █ 6号线                     | 2020年1月23日                                  | 2020年3月28日                                   |
| 汉正街站         | █ 6号线                     | 2020年1月23日                                  | 2020年3月28日                                   |
| 武胜路站         | █ 6号线                     | 2020年1月23日                                  | 2020年3月28日                                   |
| 琴台站           | █ 6号线                     | 2020年1月23日                                  | 2020年3月28日                                   |
| 马鹦路站         | █ 6号线                     | 2020年1月23日                                  | 2020年3月28日                                   |
| 建港站           | █ 6号线                     | 2020年1月23日                                  | 2020年3月28日                                   |
| 前进村站         | █ 6号线                     | 2020年1月23日                                  | 2020年3月28日                                   |
| 国博中心北站     | █ 6号线                     | 2020年1月23日                                  | 2020年3月28日                                   |
| 国博中心南站     | █ 6号线                     | 2020年1月23日                                  | 2020年3月28日                                   |
| 园博园站         | █ 7号线                     | 2020年1月23日                                  | 2020年3月28日                                   |
| 常码头站         | █ 7号线                     | 2020年1月23日                                  | 2020年3月28日                                   |
| 取水楼站         | █ 7号线                     | 2020年1月23日                                  | 2020年3月28日                                   |
| 徐家棚站         | █ 7号线                     | 2020年1月23日                                  | 2020年3月28日                                   |
| 湖北大学站       | █ 7号线                     | 2020年1月23日                                  | 2020年3月28日                                   |
| 新河街站         | █ 7号线                     | 2020年1月23日                                  | 2020年3月28日                                   |
| 小东门站         | █ 7号线                     | 2020年1月23日                                  | 2020年3月28日                                   |
| 瑞安街站         | █ 7号线                     | 2020年1月23日                                  | 2020年3月28日                                   |
| 建安街站         | █ 7号线                     | 2020年1月23日                                  | 2020年3月28日                                   |
| 湖工大站         | █ 7号线                     | 2020年1月23日                                  | 2020年3月28日                                   |
| 板桥站           | █ 7号线                     | 2020年1月23日                                  | 2020年3月28日                                   |
| 新路村站         | █ 7号线                     | 2020年1月23日                                  | 2020年3月28日                                   |
| 大花岭站         | █ 7号线                     | 2020年1月23日                                  | 2020年3月28日                                   |
| 江夏客厅站       | █ 7号线                     | 2020年1月23日                                  | 2020年3月28日                                   |
| 谭鑫培公园站     | █ 7号线                     | 2020年1月23日                                  | 2020年3月28日                                   |
| 青龙山地铁小镇站 | █ 7号线                     | 2020年1月23日                                  | 2020年3月28日                                   |
| 金潭路站         | █ 8号线一期                 | 2020年1月23日                                  | 2020年4月8日                                    |
| 塔子湖站         | █ 8号线一期                 | 2020年1月23日                                  | 2020年4月8日                                    |
| 中一路站         | █ 8号线一期                 | 2020年1月23日                                  | 2020年4月8日                                    |
| 竹叶山站         | █ 8号线一期                 | 2020年1月23日                                  | 2020年4月8日                                    |
| 徐家棚站         | █ 8号线一期                 | 2020年1月23日                                  | 2020年4月8日                                    |
| 徐东站           | █ 8号线一期                 | 2020年1月23日                                  | 2020年4月8日                                    |
| 汪家墩站         | █ 8号线一期                 | 2020年1月23日                                  | 2020年4月8日                                    |
| 梨园站           | █ 8号线一期                 | 2020年1月23日                                  | 2020年4月8日                                    |
| 黄家湖地铁小镇站 | █ 8号线三期                 | 2020年1月23日                                  | 2020年4月22日                                   |
| 军运村站         | █ 8号线三期                 | 2020年1月23日                                  | 2020年4月22日                                   |
| 湖口站           | █ 11号线                    | 2020年1月23日                                  | 2020年4月22日                                   |
| 光谷同济医院站   | █ 11号线                    | 2020年1月23日                                  | 2020年4月22日                                   |
| 光谷生物园站     | █ 11号线                    | 2020年1月23日                                  | 2020年4月22日                                   |
| 光谷四路站       | █ 11号线                    | 2020年1月23日                                  | 2020年4月22日                                   |
| 光谷五路站       | █ 11号线                    | 2020年1月23日                                  | 2020年4月22日                                   |
| 光谷六路站       | █ 11号线                    | 2020年1月23日                                  | 2020年4月22日                                   |
| 豹澥站           | █ 11号线                    | 2020年1月23日                                  | 2020年4月22日                                   |
| 光谷七路站       | █ 11号线                    | 2020年1月23日                                  | 2020年4月22日                                   |
| 长岭山站         | █ 11号线                    | 2020年1月23日                                  | 2020年4月22日                                   |
| 未来一路站       | █ 11号线                    | 2020年1月23日                                  | 2020年4月22日                                   |
| 未来三路站       | █ 11号线                    | 2020年1月23日                                  | 2020年4月22日                                   |
| 左岭站           | █ 11号线                    | 2020年1月23日                                  | 2020年4月22日                                   |
| 百步亭花园路站   | █ 阳逻线                    | 2020年1月23日                                  | 2020年4月22日                                   |
| 新荣客运站       | █ 阳逻线                    | 2020年1月23日                                  | 2020年4月22日                                   |
| 幸福湾站         | █ 阳逻线                    | 2020年1月23日                                  | 2020年4月22日                                   |
| 朱家河站         | █ 阳逻线                    | 2020年1月23日                                  | 2020年4月22日                                   |
| 谌家矶站         | █ 阳逻线                    | 2020年1月23日                                  | 2020年4月22日                                   |
| 青龙站           | █ 阳逻线                    | 2020年1月23日                                  | 2020年4月22日                                   |
| 高车站           | █ 阳逻线                    | 2020年1月23日                                  | 2020年4月22日                                   |
| 武湖站           | █ 阳逻线                    | 2020年1月23日                                  | 2020年4月22日                                   |
| 沙口站           | █ 阳逻线                    | 2020年1月23日                                  | 2020年4月22日                                   |
| 军民村站         | █ 阳逻线                    | 2020年1月23日                                  | 2020年4月22日                                   |
| 武生院站         | █ 阳逻线                    | 2020年1月23日                                  | 2020年4月22日                                   |
| 阳逻站           | █ 阳逻线                    | 2020年1月23日                                  | 2020年4月22日                                   |
| 阳逻开发区站     | █ 阳逻线                    | 2020年1月23日                                  | 2020年4月22日                                   |
| 施岗站           | █ 阳逻线                    | 2020年1月23日                                  | 2020年4月22日                                   |
| 金台站           | █ 阳逻线                    | 2020年1月23日                                  | 2020年4月22日                                   |
| 循礼门站         | █ 1号线 █ 2号线             | 2020年1月23日                                  | 2020年3月28日                                   |
| 宗关站           | █ 1号线 █ 3号线             | 2020年1月23日                                  | 2020年3月28日                                   |
| 大智路站         | █ 1号线 █ 6号线             | 2020年1月23日                                  | 2020年3月28日                                   |
| 三阳路站         | █ 1号线 █ 7号线             | 2020年1月23日                                  | 2020年3月28日                                   |
| 黄浦路站         | █ 1号线 █ 8号线一期         | 2020年1月23日                                  | 2020年3月28日                                   |
| 范湖站           | █ 2号线 █ 3号线             | 2020年1月23日                                  | 2020年3月28日                                   |
| 中南路站         | █ 2号线 █ 4号线             | 2020年1月23日                                  | 2020年3月28日                                   |
| 洪山广场站       | █ 2号线 █ 4号线             | 2020年1月23日                                  | 2020年3月28日                                   |
| 常青花园站       | █ 2号线 █ 6号线             | 2020年1月23日                                  | 2020年3月28日                                   |
| 王家墩东站       | █ 2号线 █ 7号线             | 2020年1月23日                                  | 2020年3月28日                                   |
| 光谷火车站       | █ 2号线 █ 11号线            | 2020年1月23日                                  | 2020年3月28日                                   |
| 王家湾站         | █ 3号线 █ 4号线             | 2020年1月23日                                  | 2020年3月28日                                   |
| 东风公司站       | █ 3号线 █ 6号线             | 2020年1月23日                                  | 2020年3月28日                                   |
| 武汉商务区站     | █ 3号线 █ 7号线             | 2020年1月23日                                  | 2020年3月28日                                   |
| 赵家条站         | █ 3号线 █ 8号线一期         | 2020年1月23日                                  | 2020年3月28日                                   |
| 后湖大道站       | █ 3号线 █ 阳逻线            | 2020年1月23日                                  | 2020年3月28日                                   |
| 钟家村站         | █ 4号线 █ 6号线             | 2020年1月23日                                  | 2020年3月28日                                   |
| 武昌火车站       | █ 4号线 █ 7号线             | 2020年1月23日                                  | 2020年3月28日                                   |
| 岳家嘴站         | █ 4号线 █ 8号线一期         | 2020年1月23日                                  | 2020年3月28日                                   |
| 园博园北站       | █ 6号线 █ 7号线             | 2020年1月23日                                  | 2020年3月28日                                   |
| 野芷湖站         | █ 7号线 █ 8号线三期         | 2020年1月23日                                  | 2020年3月28日                                   |
| 宏图大道站       | █ 2号线 █ 3号线 █ 8号线一期 | 2020年1月23日                                  | 2020年3月28日                                   |
| 香港路站         | █ 3号线 █ 6号线 █ 7号线     | 2020年1月23日                                  | 2020年3月28日                                   |
| 老关村站         | █ 6号线                     | 2020年1月23日（第一次） 2021年8月3日（第二次） | 2020年3月28日（第一次） 2021年8月24日（第二次） |
| 江城大道站       | █ 6号线                     | 2020年1月23日（第一次） 2021年8月3日（第二次） | 2020年3月28日（第一次） 2021年8月24日（第二次） |
| 车城东路站       | █ 6号线                     | 2020年1月23日（第一次） 2021年8月3日（第二次） | 2020年3月28日（第一次） 2021年8月24日（第二次） |
| 北华街站         | █ 7号线                     | 2020年1月23日（第一次） 2021年8月3日（第二次） | 2020年3月28日（第一次） 2021年8月27日（第二次） |
| 纸坊大街站       | █ 7号线                     | 2020年1月23日（第一次） 2021年8月3日（第二次） | 2020年3月28日（第一次） 2021年8月27日（第二次） |

#### 武汉有轨电车

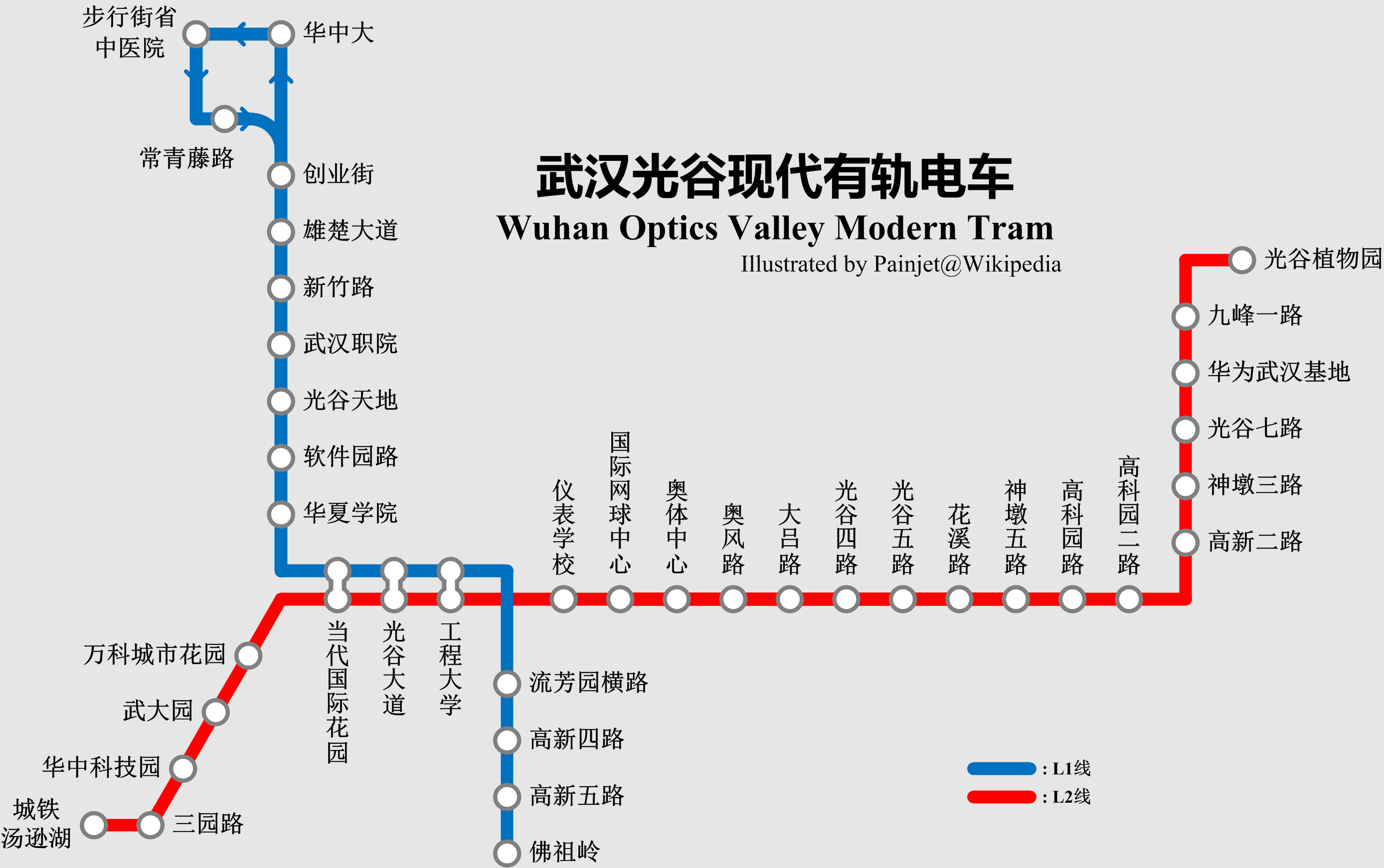
武汉光谷现代有轨电车线路图

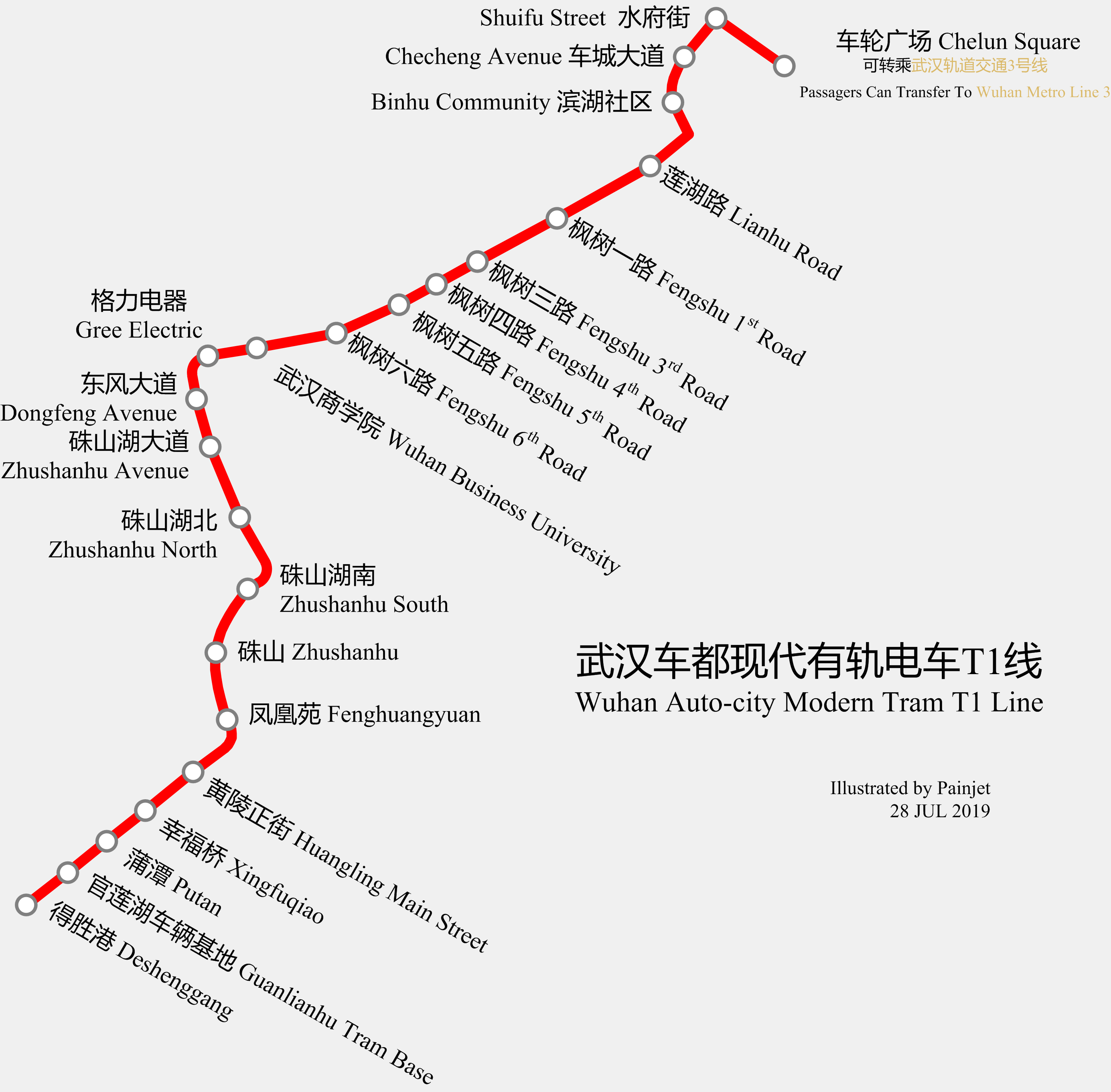
武汉车都现代有轨电车路线图

按照武汉市新型冠状病毒感染的肺炎疫情防控指挥部于2020年1月23日发出的通告，武汉光谷现代有轨电车与武汉车都现代有轨电车暂时停运。4月7日下午，武汉市交通运输局发布《关于做好解除离汉通道管控交通运输保障工作的通知》，要求有轨电车于4月8日起恢复运营。
| 轨道交通车站     | 线路                  | 暂停运营日期  | 恢复运营日期 |
| ---------------- | --------------------- | ------------- | ------------ |
| 常青藤路站       | █ 光谷T1线            | 2020年1月23日 | 2020年4月8日 |
| 步行街省中医院站 | █ 光谷T1线            | 2020年1月23日 | 2020年4月8日 |
| 华中大站         | █ 光谷T1线            | 2020年1月23日 | 2020年4月8日 |
| 创业街站         | █ 光谷T1线            | 2020年1月23日 | 2020年4月8日 |
| 雄楚大道站       | █ 光谷T1线            | 2020年1月23日 | 2020年4月8日 |
| 新竹路站         | █ 光谷T1线            | 2020年1月23日 | 2020年4月8日 |
| 武汉职院站       | █ 光谷T1线            | 2020年1月23日 | 2020年4月8日 |
| 光谷天地站       | █ 光谷T1线            | 2020年1月23日 | 2020年4月8日 |
| 软件园路站       | █ 光谷T1线            | 2020年1月23日 | 2020年4月8日 |
| 华夏学院站       | █ 光谷T1线            | 2020年1月23日 | 2020年4月8日 |
| 流芳园横路站     | █ 光谷T1线            | 2020年1月23日 | 2020年4月8日 |
| 高新四路站       | █ 光谷T1线            | 2020年1月23日 | 2020年4月8日 |
| 高新五路站       | █ 光谷T1线            | 2020年1月23日 | 2020年4月8日 |
| 佛祖岭站         | █ 光谷T1线            | 2020年1月23日 | 2020年4月8日 |
| 城铁汤逊湖站     | █ 光谷T2线            | 2020年1月23日 | 2020年4月8日 |
| 华中科技园站     | █ 光谷T2线            | 2020年1月23日 | 2020年4月8日 |
| 武大园站         | █ 光谷T2线            | 2020年1月23日 | 2020年4月8日 |
| 万科城市花园站   | █ 光谷T2线            | 2020年1月23日 | 2020年4月8日 |
| 仪表学校站       | █ 光谷T2线            | 2020年1月23日 | 2020年4月8日 |
| 国际网球中心站   | █ 光谷T2线            | 2020年1月23日 | 2020年4月8日 |
| 奥体中心站       | █ 光谷T2线            | 2020年1月23日 | 2020年4月8日 |
| 奥风路站         | █ 光谷T2线            | 2020年1月23日 | 2020年4月8日 |
| 大吕路站         | █ 光谷T2线            | 2020年1月23日 | 2020年4月8日 |
| 光谷四路站       | █ 光谷T2线            | 2020年1月23日 | 2020年4月8日 |
| 光谷五路站       | █ 光谷T2线            | 2020年1月23日 | 2020年4月8日 |
| 花溪路站         | █ 光谷T2线            | 2020年1月23日 | 2020年4月8日 |
| 神墩五路站       | █ 光谷T2线            | 2020年1月23日 | 2020年4月8日 |
| 高科园路站       | █ 光谷T2线            | 2020年1月23日 | 2020年4月8日 |
| 高科园二路站     | █ 光谷T2线            | 2020年1月23日 | 2020年4月8日 |
| 高新二路站       | █ 光谷T2线            | 2020年1月23日 | 2020年4月8日 |
| 神墩三路站       | █ 光谷T2线            | 2020年1月23日 | 2020年4月8日 |
| 光谷七路站       | █ 光谷T2线            | 2020年1月23日 | 2020年4月8日 |
| 华为武汉基地站   | █ 光谷T2线            | 2020年1月23日 | 2020年4月8日 |
| 九峰一路站       | █ 光谷T2线            | 2020年1月23日 | 2020年4月8日 |
| 光谷植物园站     | █ 光谷T2线            | 2020年1月23日 | 2020年4月8日 |
| 当代国际花园站   | █ 光谷T1线 █ 光谷T2线 | 2020年1月23日 | 2020年4月8日 |
| 光谷大道站       | █ 光谷T1线 █ 光谷T2线 | 2020年1月23日 | 2020年4月8日 |
| 工程大学站       | █ 光谷T1线 █ 光谷T2线 | 2020年1月23日 | 2020年4月8日 |
| 车轮广场站       | █ 车都T1线            | 2020年1月23日 | 2020年4月8日 |
| 水府街站         | █ 车都T1线            | 2020年1月23日 | 2020年4月8日 |
| 车城大道站       | █ 车都T1线            | 2020年1月23日 | 2020年4月8日 |
| 滨湖社区站       | █ 车都T1线            | 2020年1月23日 | 2020年4月8日 |
| 莲湖路站         | █ 车都T1线            | 2020年1月23日 | 2020年4月8日 |
| 枫树一路站       | █ 车都T1线            | 2020年1月23日 | 2020年4月8日 |
| 枫树三路站       | █ 车都T1线            | 2020年1月23日 | 2020年4月8日 |
| 枫树五路站       | █ 车都T1线            | 2020年1月23日 | 2020年4月8日 |
| 枫树六路站       | █ 车都T1线            | 2020年1月23日 | 2020年4月8日 |
| 武汉商学院站     | █ 车都T1线            | 2020年1月23日 | 2020年4月8日 |
| 格力电器站       | █ 车都T1线            | 2020年1月23日 | 2020年4月8日 |
| 东风大道站       | █ 车都T1线            | 2020年1月23日 | 2020年4月8日 |
| 硃山湖大道站     | █ 车都T1线            | 2020年1月23日 | 2020年4月8日 |
| 硃山湖北站       | █ 车都T1线            | 2020年1月23日 | 2020年4月8日 |
| 硃山湖南站       | █ 车都T1线            | 2020年1月23日 | 2020年4月8日 |
| 朱山站           | █ 车都T1线            | 2020年1月23日 | 2020年4月8日 |
| 凤凰苑站         | █ 车都T1线            | 2020年1月23日 | 2020年4月8日 |
| 黄陵正街站       | █ 车都T1线            | 2020年1月23日 | 2020年4月8日 |
| 幸福桥站         | █ 车都T1线            | 2020年1月23日 | 2020年4月8日 |
| 蒲潭站           | █ 车都T1线            | 2020年1月23日 | 2020年4月8日 |
| 官莲湖车辆基地站 | █ 车都T1线            | 2020年1月23日 | 2020年4月8日 |
| 得胜港站         | █ 车都T1线            | 2020年1月23日 | 2020年4月8日 |

### 鄂州市

#### 武汉地铁
2021年8月6日，根据鄂州市葛店开发区新冠肺炎疫情防控指挥部要求，武汉地铁11号线葛店南站暂时关闭。8月20日，恢复正常运营。
| 轨道交通车站 | 线路     | 暂停运营日期 | 恢复运营日期  |
| ------------ | -------- | ------------ | ------------- |
| 葛店南站     | █ 11号线 | 2021年8月6日 | 2021年8月20日 |

## 湖南省

### 长沙市
2020年1月27日，受疫情影响，橘子洲景区从该日起暂停对外开放，长沙地铁2号线橘子洲站跳站不停。3月19日，为配合景区恢复开园，橘子洲站解除跳站措施，恢复正常运营。
| 轨道交通车站 | 线路  | 暂停运营日期  | 恢复运营日期  |
| ------------ | ----- | ------------- | ------------- |
| 橘子洲站     | 2号线 | 2020年1月27日 | 2020年3月19日 |

## 四川省

### 成都市

#### 成都地铁
- 2022年7—8月成都市冠状病毒病疫情期间，成都地铁多个地铁车站暂停运营服务。[180][181]

| 轨道交通车站 | 线路        | 暂停运营日期  | 恢复运营日期 |
| ------------ | ----------- | ------------- | ------------ |
| 驷马桥       | 3号线 7号线 | 2022年7月29日 | 2022年8月6日 |
| 李家沱       | 3号线       | 2022年7月29日 | 2022年8月6日 |
| 前锋路       | 3号线 6号线 | 2022年7月29日 | 2022年8月6日 |
| 府青路       | 7号线       | 2022年7月29日 | 2022年8月6日 |
| 八里庄       | 7号线       | 2022年7月29日 | 2022年8月6日 |

- 2022年8—9月成都市冠状病毒病聚集性疫情期间，成都地铁洪河、金石路和金融城东[註 17]暂停运营服务。[182][183]

| 轨道交通车站 | 线路        | 暂停运营日期  | 恢复运营日期  |
| ------------ | ----------- | ------------- | ------------- |
| 洪河         | 2号线       | 2022年8月26日 | 2022年9月15日 |
| 金石路       | 6号线       | 2022年8月28日 | 2022年9月15日 |
| 金融城东     | 6号线 9号线 | 2022年8月28日 | 2022年9月15日 |

#### 成都有轨电车
2022年8—9月成都市2019冠状病毒病聚集性疫情期间，2022年9月13日至9月18日，为配合疫情分区管控要求，成都轨道交通集团调整蓉2号线运营线路，前往金牛区和青羊区方向的成都西站、联工站、土龙路站、新业路站（主线）暂停运营服务，运营交路调整为主线剩余区间与支线贯通运行，即郫县西站至仁和（全部位于郫都区）。其中新业路站（支线）因仅有单侧站台，故仅在郫县西站方向上下客，仁和方向则只停车，不开门上下客。
9月19日，所有有轨电车站点恢复正常提供运营服务、运营交路恢复正常模式。
| 轨道交通车站 | 线路        | 暂停运营日期  | 恢复运营日期  |
| ------------ | ----------- | ------------- | ------------- |
| 成都西站     | 蓉2号线主线 | 2022年9月13日 | 2022年9月19日 |
| 联工         | 蓉2号线主线 | 2022年9月13日 | 2022年9月19日 |
| 土龙路       | 蓉2号线主线 | 2022年9月13日 | 2022年9月19日 |
| 新业路       | 蓉2号线主线 | 2022年9月13日 | 2022年9月19日 |

## 重庆市

### 重庆轨道交通
2020年2月1日，重庆轨道交通关闭1号线、2号线、3号线、环线共5座车站。3月3日，恢复5座车站运营。
| 轨道交通车站 | 线路       | 暂停运营日期 | 恢复运营日期 |
| ------------ | ---------- | ------------ | ------------ |
| 沙坪坝站     | 1号线 环线 | 2020年2月1日 | 2020年3月3日 |
| 临江门站     | 2号线      | 2020年2月1日 | 2020年3月3日 |
| 杨家坪站     | 2号线      | 2020年2月1日 | 2020年3月3日 |
| 观音桥站     | 3号线      | 2020年2月1日 | 2020年3月3日 |
| 南坪站       | 3号线      | 2020年2月1日 | 2020年3月3日 |

2022年8月18日晚21时起，根据上级防疫要求，重庆轨道交通线路不同程度的暂停部分车站服务，至9月8日完全恢复。此外，重庆西站于8月18日晚21日起采取只进不出运营模式。乘客由铁路重庆西站出站后可乘坐轨道交通，轨道交通乘客可出站换乘铁路，直至9月3日解除。
| 轨道交通车站   | 线路             | 暂停运营日期      | 恢复运营日期                                               |
| -------------- | ---------------- | ----------------- | ---------------------------------------------------------- |
| 上桥站         | 环线             | 2022年8月18日21时 | 2022年9月3日                                               |
| 凤鸣山站       | 环线             | 2022年8月18日21时 | 2022年9月3日                                               |
| 重庆图书馆站   | 环线             | 2022年8月18日21时 | 2022年9月3日                                               |
| 天星桥站       | 环线             | 2022年8月18日21时 | 2022年9月3日                                               |
| 沙坪坝站       | 1号线 9号线 环线 | 2022年8月18日21时 | 2022年9月3日                                               |
| 重庆大学站     | 环线             | 2022年8月18日21时 | 2022年9月3日                                               |
| 高庙村站       | 1号线            | 2022年8月18日21时 | 2022年8月28日                                              |
| 马家岩站       | 1号线            | 2022年8月18日21时 | 2022年9月3日                                               |
| 小龙坎站       | 1号线 9号线      | 2022年8月18日21时 | 2022年9月3日                                               |
| 杨公桥站       | 1号线            | 2022年8月18日21时 | 2022年9月3日                                               |
| 烈士墓站       | 1号线            | 2022年8月18日21时 | 2022年9月3日                                               |
| 磁器口站       | 1号线            | 2022年8月18日21时 | 2022年9月3日                                               |
| 石井坡站       | 1号线            | 2022年8月18日21时 | 2022年8月27日                                              |
| 双碑站         | 1号线            | 2022年8月18日21时 | 2022年8月27日                                              |
| 土湾站         | 9号线            | 2022年8月18日21时 | 2022年8月28日                                              |
| 天梨路站       | 9号线            | 2022年8月18日21时 | 2022年9月3日                                               |
| 高滩岩站       | 9号线            | 2022年8月18日21时 | 2022年9月3日                                               |
| 谢家湾站       | 2号线            | 2022年8月22日18时 | 2022年8月26日15时                                          |
| 杨家坪站       | 2号线            | 2022年8月22日18时 | 2022年8月27日                                              |
| 动物园站       | 2号线            | 2022年8月22日18时 | 2022年8月26日15时                                          |
| 大江站         | 2号线            | 2022年8月23日     | 2022年9月3日                                               |
| 鱼洞站         | 2号线 3号线      | 2022年8月23日     | 2022年9月3日                                               |
| 金竹站         | 3号线            | 2022年8月23日     | 2022年9月3日                                               |
| 鱼湖路站       | 3号线            | 2022年8月23日     | 2022年9月3日                                               |
| 学堂湾站       | 3号线            | 2022年8月23日     | 2022年9月3日                                               |
| 大山村站       | 3号线            | 2022年8月23日     | 2022年9月3日                                               |
| 花溪站         | 3号线            | 2022年8月23日     | 2022年9月3日                                               |
| 岔路口站       | 3号线            | 2022年8月23日     | 2022年9月3日                                               |
| 九公里站       | 3号线            | 2022年8月23日     | 2022年9月3日                                               |
| 麒龙站         | 3号线            | 2022年8月23日     | 2022年9月3日                                               |
| 八公里站       | 3号线            | 2022年8月23日     | 2022年9月3日                                               |
| 大堰村站       | 2号线            | 2022年8月24日     | 2022年9月8日9时                                            |
| 马王场站       | 2号线            | 2022年8月24日     | 2022年9月8日9时                                            |
| 曹家湾站       | 6号线            | 2022年8月25日     | 2022年9月5日14时                                           |
| 蔡家站         | 6号线            | 2022年8月25日     | 2022年9月5日14时                                           |
| 向家岗站       | 6号线            | 2022年8月25日     | 2022年9月5日14时                                           |
| 璧山站         | 1号线            | 2022年8月28日     | 2022年9月5日17时                                           |
| 铜元局站       | 3号线            | 2022年8月28日     | 2022年9月4日                                               |
| 工贸站         | 3号线            | 2022年8月28日     | 2022年9月4日                                               |
| 南坪站         | 3号线            | 2022年8月28日     | 2022年9月4日                                               |
| 四公里站       | 3号线 环线       | 2022年8月28日     | 2022年8月29日10:30（仅5出入口） 2022年9月4日（其他出入口） |
| 重庆工商大学站 | 3号线            | 2022年8月28日     | 2022年9月4日                                               |
| 六公里站       | 3号线            | 2022年8月28日     | 2022年9月4日                                               |
| 重庆交通大学站 | 3号线            | 2022年8月28日     | 2022年9月4日                                               |
| 海峡路站       | 环线             | 2022年8月28日     | 2022年9月4日                                               |
| 南湖站         | 环线             | 2022年8月28日     | 2022年9月4日                                               |
| 罗家坝站       | 环线             | 2022年8月28日     | 2022年9月4日                                               |
| 海棠溪站       | 环线             | 2022年8月28日     | 2022年9月4日                                               |

2022年10月10日起，根据上级防疫要求，渝北区、南岸区部分车站暂停运营。碧津站自2022年10月10日8时起不开放出入口，只保留换乘，至2022年10月16日20时恢复。2022年11月8日起，又有许多车站暂停运营或关闭部分出口，直至2022年12月6日全数恢复。
| 轨道交通车站       | 线路   | 暂停运营日期   | 恢复运营日期   |
| ------------------ | ------ | -------------- | -------------- |
| 回兴站             | 3号线  | 2022年10月10日 | 2022年10月19日 |
| 双龙站             | 3号线  | 2022年10月10日 | 2022年10月16日 |
| 宝圣湖站           | 9号线  | 2022年10月10日 | 2022年10月16日 |
| 兴科大道站         | 9号线  | 2022年10月10日 | 2022年10月19日 |
| 中央公园西站       | 10号线 | 2022年10月10日 | 2022年10月19日 |
| 中央公园站         | 10号线 | 2022年10月10日 | 2022年10月19日 |
| 中央公园东站       | 10号线 | 2022年10月10日 | 2022年10月19日 |
| 鹿山站             | 10号线 | 2022年10月10日 | 2022年10月19日 |
| 南坪站             | 3号线  | 2022年10月12日 | 2022年10月16日 |
| 重庆工商大学站     | 3号线  | 2022年10月12日 | 2022年10月16日 |
| 尖顶坡站           | 1号线  | 2022年10月14日 | 2022年10月21日 |
| 大学城站           | 1号线  | 2022年10月14日 | 2022年10月21日 |
| 陈家桥站           | 1号线  | 2022年10月14日 | 2022年10月21日 |
| 谢家湾站           | 2号线  | 2022年11月8日  | 2022年12月4日  |
| 杨家坪站           | 2号线  | 2022年11月8日  | 2022年12月5日  |
| 动物园站           | 2号线  | 2022年11月8日  | 2022年12月5日  |
| 九公里站           | 3号线  | 2022年11月9日  | 2022年12月3日  |
| 麒龙站             | 3号线  | 2022年11月9日  | 2022年12月3日  |
| 八公里站           | 3号线  | 2022年11月9日  | 2022年12月3日  |
| 重庆工商大学站     | 3号线  | 2022年11月9日  | 2022年12月2日  |
| 南坪站             | 3号线  | 2022年11月9日  | 2022年12月2日  |
| 工贸站             | 3号线  | 2022年11月9日  | 2022年12月3日  |
| 铜元局站           | 3号线  | 2022年11月9日  | 2022年12月3日  |
| 海峡路站           | 环线   | 2022年11月9日  | 2022年12月3日  |
| 南湖站             | 环线   | 2022年11月9日  | 2022年12月3日  |
| 石桥铺站           | 1号线  | 2022年11月10日 | 2022年12月5日  |
| 歇台子站           | 1号线  | 2022年11月10日 | 2022年12月5日  |
| 璧山站             | 1号线  | 2022年11月10日 | 2022年12月2日  |
| 大堰村站           | 2号线  | 2022年11月10日 | 2022年12月5日  |
| 马王场站           | 2号线  | 2022年11月10日 | 2022年12月5日  |
| 平安站             | 2号线  | 2022年11月10日 | 2022年12月2日  |
| 大渡口站           | 2号线  | 2022年11月10日 | 2022年12月2日  |
| 新山村站           | 2号线  | 2022年11月10日 | 2022年12月3日  |
| 天堂堡站           | 2号线  | 2022年11月10日 | 2022年12月3日  |
| 巴山站             | 3号线  | 2022年11月10日 | 2022年12月5日  |
| 石新路站           | 3号线  | 2022年11月10日 | 2022年12月2日  |
| 石桥铺站           | 3号线  | 2022年11月10日 | 2022年12月5日  |
| 彩云湖站           | 环线   | 2022年11月10日 | 2022年12月5日  |
| 鱼湖路站           | 3号线  | 2022年11月11日 | 2022年12月3日  |
| 学堂湾站           | 3号线  | 2022年11月11日 | 2022年12月3日  |
| 大山村站           | 3号线  | 2022年11月11日 | 2022年12月3日  |
| 花溪站             | 3号线  | 2022年11月11日 | 2022年12月3日  |
| 岔路口站           | 3号线  | 2022年11月11日 | 2022年12月3日  |
| 状元碑站           | 6号线  | 2022年11月11日 | 2022年12月4日  |
| 双福站             | 江跳线 | 2022年11月11日 | 2022年12月4日  |
| 享堂站             | 江跳线 | 2022年11月11日 | 2022年12月4日  |
| 赖家桥站           | 1号线  | 2022年11月12日 | 2022年12月5日  |
| 大学城站           | 1号线  | 2022年11月12日 | 2022年12月2日  |
| 尖顶坡站           | 1号线  | 2022年11月12日 | 2022年12月5日  |
| 陈家桥站           | 1号线  | 2022年11月12日 | 2022年12月3日  |
| 烈士墓站           | 1号线  | 2022年11月12日 | 2022年12月3日  |
| 磁器口站           | 1号线  | 2022年11月12日 | 2022年12月3日  |
| 石井坡站           | 1号线  | 2022年11月12日 | 2022年12月3日  |
| 双碑站             | 1号线  | 2022年11月12日 | 2022年12月3日  |
| 大江站             | 2号线  | 2022年11月12日 | 2022年12月3日  |
| 鱼洞站             | 2号线  | 2022年11月12日 | 2022年12月3日  |
| 鱼洞站             | 3号线  | 2022年11月12日 | 2022年12月3日  |
| 金竹站             | 3号线  | 2022年11月12日 | 2022年12月3日  |
| 跳磴站             | 江跳线 | 2022年11月12日 | 2022年12月4日  |
| 石林寺站           | 江跳线 | 2022年11月12日 | 2022年12月4日  |
| 九龙园站           | 江跳线 | 2022年11月12日 | 2022年12月4日  |
| 江津高铁站         | 江跳线 | 2022年11月12日 | 2022年12月4日  |
| 圣泉寺站           | 江跳线 | 2022年11月12日 | 2022年12月4日  |
| 小什字站           | 1号线  | 2022年11月13日 | 2022年12月3日  |
| 郑家院子站         | 3号线  | 2022年11月13日 | 2022年12月3日  |
| 唐家院子站         | 3号线  | 2022年11月13日 | 2022年12月3日  |
| 双龙站             | 3号线  | 2022年11月13日 | 2022年12月3日  |
| 回兴站             | 3号线  | 2022年11月13日 | 2022年12月2日  |
| 双凤桥站           | 空港线 | 2022年11月13日 | 2022年12月3日  |
| 高堡湖站           | 空港线 | 2022年11月13日 | 2022年12月3日  |
| 观月路站           | 空港线 | 2022年11月13日 | 2022年12月3日  |
| 小什字站           | 6号线  | 2022年11月13日 | 2022年12月3日  |
| 上新街站           | 6号线  | 2022年11月13日 | 2022年12月2日  |
| 李家坪站           | 9号线  | 2022年11月13日 | 2022年12月4日  |
| 化龙桥站           | 9号线  | 2022年11月13日 | 2022年12月3日  |
| 石盘河站           | 9号线  | 2022年11月13日 | 2022年12月5日  |
| 青岗坪站           | 9号线  | 2022年11月13日 | 2022年12月5日  |
| 宝圣湖站           | 9号线  | 2022年11月13日 | 2022年12月5日  |
| 龙头寺公园站       | 10号线 | 2022年11月13日 | 2022年12月3日  |
| 三亚湾站           | 10号线 | 2022年11月13日 | 2022年12月3日  |
| 环山公园站         | 10号线 | 2022年11月13日 | 2022年12月3日  |
| 长河站             | 10号线 | 2022年11月13日 | 2022年12月3日  |
| 中央公园东站       | 10号线 | 2022年11月13日 | 2022年12月3日  |
| 中央公园站         | 10号线 | 2022年11月13日 | 2022年12月3日  |
| 中央公园西站       | 10号线 | 2022年11月13日 | 2022年12月2日  |
| 鹿山站             | 10号线 | 2022年11月13日 | 2022年12月3日  |
| 上新街站           | 环线   | 2022年11月13日 | 2022年12月5日  |
| 清溪河站           | 国博线 | 2022年11月14日 | 2022年12月2日  |
| 悦来站             | 国博线 | 2022年11月14日 | 2022年12月2日  |
| 天梨路站           | 9号线  | 2022年11月15日 | 2022年12月3日  |
| 嘉州路站           | 3号线  | 2022年11月16日 | 2022年12月2日  |
| 碧津站             | 3号线  | 2022年11月16日 | 2022年12月2日  |
| 碧津站             | 空港线 | 2022年11月16日 | 2022年12月2日  |
| 空港广场站         | 空港线 | 2022年11月16日 | 2022年12月3日  |
| 莲花站             | 空港线 | 2022年11月16日 | 2022年12月3日  |
| 举人坝站           | 空港线 | 2022年11月16日 | 2022年12月3日  |
| 黄泥塝站           | 6号线  | 2022年11月16日 | 2022年12月5日  |
| 花卉园站           | 6号线  | 2022年11月16日 | 2022年12月5日  |
| 刘家院子站         | 国博线 | 2022年11月16日 | 2022年12月2日  |
| 高义口站           | 国博线 | 2022年11月16日 | 2022年12月5日  |
| 国博中心站         | 国博线 | 2022年11月16日 | 2022年12月3日  |
| 小龙坎站           | 9号线  | 2022年11月16日 | 2022年12月4日  |
| 兴科大道站         | 9号线  | 2022年11月16日 | 2022年12月3日  |
| 渝北广场站         | 10号线 | 2022年11月16日 | 2022年12月2日  |
| 悦来站             | 10号线 | 2022年11月16日 | 2022年12月3日  |
| 渝鲁站             | 环线   | 2022年11月16日 | 2022年12月5日  |
| 民安大道站         | 环线   | 2022年11月16日 | 2022年12月5日  |
| 邱家湾站           | 6号线  | 2022年11月18日 | 2022年12月4日  |
| 弹子石站           | 环线   | 2022年11月19日 | 2022年12月3日  |
| 较场口站           | 2号线  | 2022年11月20日 | 2022年12月3日  |
| 狮子坪站           | 3号线  | 2022年11月20日 | 2022年12月4日  |
| 童家院子站         | 3号线  | 2022年11月20日 | 2022年12月4日  |
| 金渝站             | 3号线  | 2022年11月20日 | 2022年12月4日  |
| 金童路站           | 3号线  | 2022年11月20日 | 2022年12月4日  |
| 翠云站             | 3号线  | 2022年11月20日 | 2022年12月4日  |
| 长福路站           | 3号线  | 2022年11月20日 | 2022年12月4日  |
| 幸福广场站         | 5号线  | 2022年11月20日 | 2022年12月4日  |
| 金山寺站           | 6号线  | 2022年11月20日 | 2022年12月4日  |
| 光电园站           | 6号线  | 2022年11月20日 | 2022年12月4日  |
| 大竹林站           | 6号线  | 2022年11月20日 | 2022年12月4日  |
| 康庄站             | 6号线  | 2022年11月20日 | 2022年12月4日  |
| 欢乐谷站           | 国博线 | 2022年11月20日 | 2022年12月4日  |
| 黄茅坪站           | 国博线 | 2022年11月20日 | 2022年12月4日  |
| 民心佳园站         | 环线   | 2022年11月20日 | 2022年12月4日  |
| 民安大道站         | 4号线  | 2022年11月24日 | 2022年12月5日  |
| 龙驿大道站         | 4号线  | 2022年11月24日 | 2022年12月6日  |
| 龙兴站             | 4号线  | 2022年11月24日 | 2022年12月6日  |
| 高石塔站           | 4号线  | 2022年11月24日 | 2022年12月6日  |
| 普福站             | 4号线  | 2022年11月24日 | 2022年12月6日  |
| 桐梓林站           | 4号线  | 2022年11月24日 | 2022年12月6日  |
| 石船站             | 4号线  | 2022年11月24日 | 2022年12月6日  |
| 黄岭站             | 4号线  | 2022年11月24日 | 2022年12月6日  |
| 江北机场T3航站楼站 | 10号线 | 2022年11月25日 | 2022年11月29日 |
| 四公里站           | 3号线  | 2022年11月26日 | 2022年12月3日  |
| 六公里站           | 3号线  | 2022年11月27日 | 2022年12月3日  |
| 重庆交通大学站     | 3号线  | 2022年11月27日 | 2022年12月1日  |
| 刘家坪站           | 6号线  | 2022年11月27日 | 2022年12月4日  |
| 长生桥站           | 6号线  | 2022年11月27日 | 2022年12月4日  |
| 茶园站             | 6号线  | 2022年11月27日 | 2022年12月3日  |
| 四公里站           | 环线   | 2022年11月27日 | 2022年12月3日  |
| 罗家坝站           | 环线   | 2022年11月27日 | 2022年12月2日  |
| 海棠溪站           | 环线   | 2022年11月27日 | 2022年12月3日  |
| 仁济站             | 环线   | 2022年11月27日 | 2022年12月2日  |
| 涂山站             | 环线   | 2022年11月27日 | 2022年12月3日  |
| 曾家岩站           | 2号线  | 2022年12月2日  | 2022年12月4日  |
| 大坪站             | 2号线  | 2022年12月2日  | 2022年12月4日  |

### 璧山云巴
2022年8月27日7时起，重庆璧山云巴全线暂停运营，至9月2日12时起恢复。2022年11月11日9时30分起，全线再次暂停运营。2022年12月3日，恢复10个车站运营；

### 重庆长江索道
2020年1月25日，重庆长江索道暂停运营。3月18日，恢复运营。
| 轨道交通车站         | 线路         | 暂停运营日期  | 恢复运营日期  |
| -------------------- | ------------ | ------------- | ------------- |
| 新华路站（北岸站台） | 重庆长江索道 | 2020年1月25日 | 2020年3月18日 |
| 龙门浩站（南岸站台） | 重庆长江索道 | 2020年1月25日 | 2020年3月18日 |

## 云南省

### 昆明市
2020年1月30日，昆明地铁全系统仅有昆明南火车站、春融街站、南部汽车站、珥季路站、环城南路站、北辰站、北部汽车站7个站点正常营运，其他站点停运。2月22日，1、2号线首期及支线部分站点，以及3号线、6号线恢复运营。2月29日，全系统全面恢复运营。
| 轨道交通车站        | 线路            | 暂停运营日期  | 恢复运营日期  |
| ------------------- | --------------- | ------------- | ------------- |
| 羊肠村站            | █ 1号线 █ 2号线 | 2020年1月30日 | 2020年2月29日 |
| 金星站              | █ 1号线 █ 2号线 | 2020年1月30日 | 2020年2月29日 |
| 白云路站            | █ 1号线 █ 2号线 | 2020年1月30日 | 2020年2月29日 |
| 穿心鼓楼站          | █ 1号线 █ 2号线 | 2020年1月30日 | 2020年2月29日 |
| 交三桥站            | █ 1号线 █ 2号线 | 2020年1月30日 | 2020年2月29日 |
| 塘子巷站            | █ 1号线 █ 2号线 | 2020年1月30日 | 2020年2月29日 |
| 昆明火车站          | █ 1号线 █ 2号线 | 2020年1月30日 | 2020年2月29日 |
| 日新路站            | █ 1号线 █ 2号线 | 2020年1月30日 | 2020年2月29日 |
| 巫家坝站            | █ 1号线 █ 2号线 | 2020年1月30日 | 2020年2月29日 |
| 晓东村站            | █ 1号线 █ 2号线 | 2020年1月30日 | 2020年2月29日 |
| 星耀路站            | █ 1号线 █ 2号线 | 2020年1月30日 | 2020年2月29日 |
| 新亚洲体育城站      | █ 1号线 █ 2号线 | 2020年1月30日 | 2020年2月29日 |
| 斗南站              | █ 1号线 █ 2号线 | 2020年1月30日 | 2020年2月29日 |
| 驼峰街站            | █ 1号线 █ 2号线 | 2020年1月30日 | 2020年2月29日 |
| 联大街站            | █ 1号线 █ 2号线 | 2020年1月30日 | 2020年2月29日 |
| 谊康南路站          | █ 1号线 █ 2号线 | 2020年1月30日 | 2020年2月29日 |
| 大学城站            | █ 1号线 █ 2号线 | 2020年1月30日 | 2020年2月29日 |
| 大学城南站          | █ 1号线 █ 2号线 | 2020年1月30日 | 2020年2月29日 |
| 宜和路站            | █ 1号线 █ 2号线 | 2020年1月30日 | 2020年2月29日 |
| 白龙潭站            | █ 1号线 █ 2号线 | 2020年1月30日 | 2020年2月29日 |
| 司家营站            | █ 1号线 █ 2号线 | 2020年1月30日 | 2020年2月22日 |
| 霖雨桥站            | █ 1号线 █ 2号线 | 2020年1月30日 | 2020年2月22日 |
| 火车北站            | █ 1号线 █ 2号线 | 2020年1月30日 | 2020年2月22日 |
| 东风广场站          | █ 1号线 █ 2号线 | 2020年1月30日 | 2020年2月22日 |
| 福德站              | █ 1号线 █ 2号线 | 2020年1月30日 | 2020年2月22日 |
| 昌宏西路站          | █ 1号线 █ 2号线 | 2020年1月30日 | 2020年2月22日 |
| 市级行政中心·清风站 | █ 1号线 █ 2号线 | 2020年1月30日 | 2020年2月22日 |
| 西山公园站          | █ 3号线         | 2020年1月30日 | 2020年2月22日 |
| 车家壁站            | █ 3号线         | 2020年1月30日 | 2020年2月22日 |
| 普坪村站            | █ 3号线         | 2020年1月30日 | 2020年2月22日 |
| 石咀站              | █ 3号线         | 2020年1月30日 | 2020年2月22日 |
| 大渔路站            | █ 3号线         | 2020年1月30日 | 2020年2月22日 |
| 西部汽车站          | █ 3号线         | 2020年1月30日 | 2020年2月22日 |
| 眠山站              | █ 3号线         | 2020年1月30日 | 2020年2月22日 |
| 昌源中路站          | █ 3号线         | 2020年1月30日 | 2020年2月22日 |
| 西苑站              | █ 3号线         | 2020年1月30日 | 2020年2月22日 |
| 梁家河站            | █ 3号线         | 2020年1月30日 | 2020年2月22日 |
| 市体育馆站          | █ 3号线         | 2020年1月30日 | 2020年2月22日 |
| 潘家湾站            | █ 3号线         | 2020年1月30日 | 2020年2月22日 |
| 五一路站            | █ 3号线         | 2020年1月30日 | 2020年2月22日 |
| 东风广场站          | █ 3号线         | 2020年1月30日 | 2020年2月22日 |
| 拓东体育馆站        | █ 3号线         | 2020年1月30日 | 2020年2月22日 |
| 大树营站            | █ 3号线         | 2020年1月30日 | 2020年2月22日 |
| 金马寺站            | █ 3号线         | 2020年1月30日 | 2020年2月22日 |
| 虹桥站              | █ 3号线         | 2020年1月30日 | 2020年2月22日 |
| 大板桥站            | █ 6号线         | 2020年1月30日 | 2020年2月22日 |
| 机场前站            | █ 6号线         | 2020年1月30日 | 2020年2月22日 |
| 机场中心站          | █ 6号线         | 2020年1月30日 | 2020年2月22日 |
| 东部汽车站          | █ 3号线 █ 6号线 | 2020年1月30日 | 2020年2月22日 |

## 陕西省

### 西安市
2021年12月21日，因疫情防控需要，西安地铁小寨站暂时关闭。2022年1月18日，小寨站恢复运营，同时关闭三爻站、会展中心站、纬一街站。1月24日，三爻站、会展中心站、纬一街站恢复运营。
| 轨道交通车站 | 线路        | 暂停运营日期   | 恢复运营日期  |
| ------------ | ----------- | -------------- | ------------- |
| 小寨站       | 2号线 3号线 | 2021年12月21日 | 2022年1月18日 |
| 三爻站       | 2号线       | 2022年1月18日  | 2022年1月24日 |
| 会展中心站   | 2号线       | 2022年1月18日  | 2022年1月24日 |
| 纬一街站     | 2号线       | 2022年1月18日  | 2022年1月24日 |

### 咸阳市

#### 西安机场城际轨道
2020年2月15日，西安机场城际轨道关闭7座车站。3月2日，这7座车站恢复正常运营。
| 轨道交通车站 | 线路       | 暂停运营日期  | 恢复运营日期 |
| ------------ | ---------- | ------------- | ------------ |
| 渭河南站     | █ 机场城际 | 2020年2月15日 | 2020年3月2日 |
| 秦宫站       | █ 机场城际 | 2020年2月15日 | 2020年3月2日 |
| 秦汉新城站   | █ 机场城际 | 2020年2月15日 | 2020年3月2日 |
| 长陵站       | █ 机场城际 | 2020年2月15日 | 2020年3月2日 |
| 摆旗寨站     | █ 机场城际 | 2020年2月15日 | 2020年3月2日 |
| 艺术中心站   | █ 机场城际 | 2020年2月15日 | 2020年3月2日 |
| 空港新城站   | █ 机场城际 | 2020年2月15日 | 2020年3月2日 |

## 甘肃省

### 天水市
2020年1月23日，天水有轨电车宣布举行乘客试乘活动，但因疫情防控于1月27日暂停试乘，直至5月1日正式投入运营。2021年10月27日，天水有轨电车因疫情防控暂停运营。11月19日，正式恢复运营。
| 轨道交通车站 | 线路    | 暂停运营日期   | 恢复运营日期   |
| ------------ | ------- | -------------- | -------------- |
| 天水火车站   | █ 1号线 | 2021年10月27日 | 2021年11月19日 |
| 麦积公交站   | █ 1号线 | 2021年10月27日 | 2021年11月19日 |
| 成纪新家园站 | █ 1号线 | 2021年10月27日 | 2021年11月19日 |
| 市一中站     | █ 1号线 | 2021年10月27日 | 2021年11月19日 |
| 铺经九路站   | █ 1号线 | 2021年10月27日 | 2021年11月19日 |
| 阳坡东站     | █ 1号线 | 2021年10月27日 | 2021年11月19日 |
| 天秀大桥站   | █ 1号线 | 2021年10月27日 | 2021年11月19日 |
| 成纪新城站   | █ 1号线 | 2021年10月27日 | 2021年11月19日 |
| 县家路站     | █ 1号线 | 2021年10月27日 | 2021年11月19日 |
| 闫河村站     | █ 1号线 | 2021年10月27日 | 2021年11月19日 |
| 五里铺站     | █ 1号线 | 2021年10月27日 | 2021年11月19日 |

## 新疆维吾尔自治区

### 乌鲁木齐市
2020年2月2日，乌鲁木齐地铁1号线因“设备检修”停运。3月11日，全线恢复运营。7月16日22时，乌鲁木齐地铁因当地再度出现确诊病例再次停运。9月20日，全线恢复运营。
| 轨道交通车站 | 线路    | 暂停运营日期                               | 恢复运营日期                                |
| ------------ | ------- | ------------------------------------------ | ------------------------------------------- |
| 国际机场站   | █ 1号线 | 2020年2月2日（第一） 2020年7月16日（第二） | 2020年3月11日（第一） 2020年9月20日（第二） |
| 大地窝堡站   | █ 1号线 | 2020年2月2日（第一） 2020年7月16日（第二） | 2020年3月11日（第一） 2020年9月20日（第二） |
| 宣仁墩站     | █ 1号线 | 2020年2月2日（第一） 2020年7月16日（第二） | 2020年3月11日（第一） 2020年9月20日（第二） |
| 三工站       | █ 1号线 | 2020年2月2日（第一） 2020年7月16日（第二） | 2020年3月11日（第一） 2020年9月20日（第二） |
| 迎宾路口站   | █ 1号线 | 2020年2月2日（第一） 2020年7月16日（第二） | 2020年3月11日（第一） 2020年9月20日（第二） |
| 植物园站     | █ 1号线 | 2020年2月2日（第一） 2020年7月16日（第二） | 2020年3月11日（第一） 2020年9月20日（第二） |
| 体育中心站   | █ 1号线 | 2020年2月2日（第一） 2020年7月16日（第二） | 2020年3月11日（第一） 2020年9月20日（第二） |
| 铁路局站     | █ 1号线 | 2020年2月2日（第一） 2020年7月16日（第二） | 2020年3月11日（第一） 2020年9月20日（第二） |
| 小西沟站     | █ 1号线 | 2020年2月2日（第一） 2020年7月16日（第二） | 2020年3月11日（第一） 2020年9月20日（第二） |
| 中营工站     | █ 1号线 | 2020年2月2日（第一） 2020年7月16日（第二） | 2020年3月11日（第一） 2020年9月20日（第二） |
| 新疆图书馆站 | █ 1号线 | 2020年2月2日（第一） 2020年7月16日（第二） | 2020年3月11日（第一） 2020年9月20日（第二） |
| 八楼站       | █ 1号线 | 2020年2月2日（第一） 2020年7月16日（第二） | 2020年3月11日（第一） 2020年9月20日（第二） |
| 王家梁站     | █ 1号线 | 2020年2月2日（第一） 2020年7月16日（第二） | 2020年3月11日（第一） 2020年9月20日（第二） |
| 南湖北路站   | █ 1号线 | 2020年2月2日（第一） 2020年7月16日（第二） | 2020年3月11日（第一） 2020年9月20日（第二） |
| 南湖广场站   | █ 1号线 | 2020年2月2日（第一） 2020年7月16日（第二） | 2020年3月11日（第一） 2020年9月20日（第二） |
| 新兴街站     | █ 1号线 | 2020年2月2日（第一） 2020年7月16日（第二） | 2020年3月11日（第一） 2020年9月20日（第二） |
| 北门站       | █ 1号线 | 2020年2月2日（第一） 2020年7月16日（第二） | 2020年3月11日（第一） 2020年9月20日（第二） |
| 南门站       | █ 1号线 | 2020年2月2日（第一） 2020年7月16日（第二） | 2020年3月11日（第一） 2020年9月20日（第二） |
| 二道桥站     | █ 1号线 | 2020年2月2日（第一） 2020年7月16日（第二） | 2020年3月11日（第一） 2020年9月20日（第二） |
| 新疆大学站   | █ 1号线 | 2020年2月2日（第一） 2020年7月16日（第二） | 2020年3月11日（第一） 2020年9月20日（第二） |
| 三屯碑站     | █ 1号线 | 2020年2月2日（第一） 2020年7月16日（第二） | 2020年3月11日（第一） 2020年9月20日（第二） |